# Stranger Things
Stranger Things è una serie televisiva statunitense ideata dai Duffer Brothers e distribuita da Netflix.
Mescolando generi quali horror, fantascienza, dramma, giallo e storia di formazione, i creatori hanno concepito la serie come un dramma investigativo contenente elementi soprannaturali ritratti con orrore e sensibilità infantile, oltre che ricchi di riferimenti alla cultura popolare degli anni ottanta. Diversi elementi tematici e registici sono stati ispirati dalle opere di Steven Spielberg, John Carpenter, David Lynch, Stephen King, Wes Craven e HP Lovecraft. Si è attinto anche a esperimenti condotti durante la guerra fredda, oltre che da teorie cospirative e coinvolgenti programmi governativi segreti.
Stranger Things rappresenta una delle colonne portanti del catalogo televisivo di Netflix, risultando una delle serie più viste e apprezzate della piattaforma. La prima stagione ha ricevuto il plauso per l'atmosfera, la recitazione, la caratterizzazione dei personaggi, la colonna sonora, la regia, la sceneggiatura e gli omaggi ai film degli anni ottanta. La serie ha ottenuto cinque candidature ai Golden Globe e 55 candidature agli Emmy, tra cui quattro per la miglior serie drammatica, due per la miglior attrice non protagonista a Millie Bobby Brown, una per il miglior attore a David Harbour e una per la miglior attrice non protagonista a Shannon Purser.

## Trama
Ambientata negli anni ottanta nella fittizia cittadina rurale di Hawkins, nell'Indiana, la serie ruota attorno agli eventi che seguono misteriosi esperimenti governativi che coinvolgono una bambina dai poteri soprannaturali chiamata Undici e un'oscura dimensione parallela chiamata Sottosopra, che finisce per coinvolgere diversi cittadini.

### Prima stagione
6 novembre 1983, Hawkins, Indiana. In un laboratorio segreto, uno sconosciuto scienziato scappa da una misteriosa creatura, finendo tragicamente la sua corsa in un ascensore. Poco dopo Will, un ragazzino di dodici anni, scompare nel nulla dopo essere tornato a casa da una partita di D&D coi suoi amici, Mike, Dustin e Lucas. Contemporaneamente una ragazzina coi capelli rasati scappa dal laboratorio, trovando riparo in un ristorante. Fuggita dallo stesso, si imbatte nei tre ragazzi che sono alla ricerca del loro amico scomparso. I tre decidono di nasconderla nella cantina della casa di Mike: con quest'ultimo la ragazzina stringerà un legame particolare.
Il giorno dopo Joyce, la madre di Will, sporge denuncia per la scomparsa di suo figlio, non avendolo trovato nel suo letto la mattina. Qui Jim Hopper, il capo della polizia e amico di Joyce, accetta di indagare, benché scettico che il ragazzo sia davvero scomparso e non fuggito spontaneamente. Tuttavia, durante le indagini trova alcuni indizi che iniziano a farlo dubitare della sua opinione iniziale, così organizza una battuta di ricerca con dei volontari. Durante questa, Undici (questo il nome della ragazzina, dal numero tatuato sul suo polso) afferma di sapere dove trovare Will, e si dimostra disposta a portare i ragazzi da lui. Vengono però condotti alla casa dello scomparso, suscitando la loro ira, che culminerà con la scoperta del cadavere del ragazzo in una vecchia cava. Hopper scoprirà poi che si tratta solo di un pupazzo realistico messo sotto ordine del dottor Brenner, il capo del laboratorio, per nascondere cos'è successo veramente a Will. Dopo che il corpo viene estratto Joyce ha un contatto con suo figlio attraverso delle luci natalizie che, oltre a confermare la sua sopravvivenza, riesce ad avvisare la madre dell'imminente arrivo del Demogorgone (la creatura responsabile della sua scomparsa e della morte dello scienziato a inizio serie), salvandola.
Successivamente Nancy, sorella maggiore di Mike, la sua migliore amica Barb e il suo ragazzo Steve vanno a una festa a casa di quest'ultimo. Dopo aver giocato ed essere caduti nella piscina, Nancy e Steve vanno in camera del ragazzo per asciugarsi, dove poi avranno un rapporto sessuale. Nel frattempo Barb resta a bordo piscina da sola, venendo rapita dal Demogorgone.
Nancy inizia poi a indagare con Jonathan, fratello maggiore di Will, sul mostro e sulla scomparsa di Barb, arrivando a elaborare un piano su come uccidere il mostro e applicandolo in casa del ragazzo. La bestia però riesce a sopravvivere e scappa.
Alla fine le indagini di tutti convergono, arrivando a costruire una vasca di deprivazione sensoriale nella palestra della scuola media del paese, per far trovare a Undici il ragazzino scomparso, essendo dotata di poteri psichici. Ciò permette a Joyce e Hopper di andare a cercare Will nel Sottosopra, una misteriosa dimensione oscura parallela al mondo normale che è l'origine di tutti i sinistri avvenuti, casa del Demogorgone. Il contatto viene però interrotto dagli agenti di Brenner, che hanno fatto irruzione per prendere la ragazza. Ciò causa una rocambolesca fuga nei corridoi della scuola. Contemporaneamente Hopper trova Will e lo salva, riportandolo nel mondo normale grazie a un portale lì vicino, che era stato aperto dal mostro per andare a caccia.
Dopo aver ucciso la maggior parte degli agenti, Undici affronta il Demogorgone, riuscendo infine a disintegrarlo, ma scomparendo lei stessa come prezzo.
Nella scena finale si vede Will andare in bagno, dove vomita delle strane lumache appartenenti al Sottosopra: la storia non è finita.

### Seconda stagione
Nell'ottobre del 1984, poco prima di Halloween e a quasi un anno di distanza dagli eventi della prima stagione, Will ha delle frequenti visioni del Sottosopra e di una minacciosa entità che lo perseguita. Mentre il laboratorio di Hawkins ritorna pienamente operativo sotto la guida del dottor Sam Owens, il quale cerca di contenere la sinistra espansione del Sottosopra e delle sue creature nella città, Mike, Will, Dustin e Lucas fanno la conoscenza di Maxine (detta Max), una ragazza appena trasferitasi dalla California insieme alla madre, all'insolente fratellastro Billy e al padre di quest'ultimo; Jonathan e Nancy provano a rendere giustizia alla morte di Barb rendendo pubblica l'esistenza del laboratorio segreto; Undici, che si è scoperto essere sopravvissuta, è tenuta nascosta da Hopper, che l'ha trovata. La ragazza è però impaziente di ricongiungersi ai suoi amici e apprendere di più sul suo passato, quindi, mentre Hopper è impegnato con Joyce ad aiutare Will, ne approfitta per intraprendere un viaggio che la porterà prima dalla sua madre naturale, Terry Ives, dalla quale scoprirà alcune cose relative al suo passato, e poi da Kali, una ragazza con l'abilità di provocare allucinazioni alle persone, che era stata sottoposta a esperimenti insieme con lei da bambina e che considera come sua sorella. Intanto, nel laboratorio, Hopper, Joyce e Mike assistono con Owens il povero Will, ormai sotto il potere del mostro del Sottosopra, e scappano in seguito a un attacco da parte dei Democani, così battezzati dai protagonisti e il cui primo esemplare era l'animaletto di Dustin, D'Artagnan (Dart).
Dopo l'eroica morte di Bob, ex compagno di classe di Hopper e Joyce e compagno di quest'ultima, Undici ritorna a Hawkins per ritrovare i suoi amici, soprattutto Mike, e per aiutare Will, ormai caduto sotto il giogo della creatura del Sottosopra, dai ragazzi identificata come "Mind Flayer", che connette tutte le creature abitanti quella dimensione tramite una mente ad alveare. Per portare a termine la sua missione Undici deve chiudere il portale per il Sottosopra aperto da lei stessa prima di fuggire dal laboratorio, accompagnata da Hopper, mentre Joyce, Jonathan e Nancy liberano Will dalla parte Mind Flayer da cui è posseduto. Steve ha un duello con Billy di fronte a Dustin, Lucas e Max, che neutralizza il fratellastro venuto a cercarla a casa Byers, dopo averlo saputo dalla signora Wheeler.
Un mese dopo i sei protagonisti (tra cui le ormai coppie Max-Lucas e Undici-Mike) partecipano allo Snow Ball ‘84, assistiti all'interno da Jonathan e Nancy (ormai fidanzati) e all'esterno da Hopper e Joyce, sotto le musiche di Every Breath You Take, mentre l'ultima scena mostra la figura imponente del Mind Flayer intrappolato nel Sottosopra.

### Terza stagione
Nell'estate del 1985, a Hawkins la vita sembra scorrere normalmente. L'apertura dello Starcourt Mall, un gigantesco centro commerciale, diventa l'attrattiva principale della città a spese di molte attività del centro che sono costrette a chiudere per mancanza di clienti. I ragazzi crescono e cominciano a entrare nel mondo degli adulti: Max e Lucas ormai fanno coppia fissa, così come Undici e Mike. Però Will si trova ben presto a disagio: vuole ancora avere lo stesso rapporto di prima con gli altri, ma si accorge ben presto che i suoi amici hanno ora altri interessi; lo stesso isolamento lo prova Dustin, di ritorno da un campo estivo, anche se con una nuova ragazza, Suzie.
Hopper, ora a tutti gli effetti padre adottivo di Undici, comincia a sviluppare una forte gelosia nei confronti della figlia, e non manca di mostrare il suo disappunto quando scopre lei e Mike baciarsi. Sempre più frustrato dalla situazione, finirà per chiedere consiglio su come comportarsi a Joyce, la madre di Will e Jonathan, ma risulterà aggressivo nei confronti di Mike. Il consiglio dato da Joyce funziona, ma fa litigare Undici e Mike. Steve si ritrova a lavorare in una gelateria dello Starcourt in coppia con Robin, una sua ex compagna. Nancy e Jonathan hanno invece trovato lavoro all'Hawkins Post, il giornale locale, ma la ragazza è sempre più bersaglio dei commenti sessisti della redazione. Billy, il fratellastro di Max, fa il bagnino in una piscina pubblica, tra gli sguardi ammiccanti di molte donne del luogo tra cui Karen, la madre di Nancy e Mike. Ben presto il centro commerciale si rivela essere la copertura di un'operazione militare sovietica per riaprire la porta del Sottosopra grazie a un nuovo macchinario. Ciò porta al risveglio una parte del "Mostro Ombra", parte del Mind Flayer che era rimasta nella nostra dimensione dopo essere stata "cacciata" dal corpo di Will e che, dopo essersi impossessato di molti corpi innocenti, riuscirà a formare una creatura scorticando i loro corpi.
Steve, Dustin, Robin ed Erica, la sorellina di Lucas, scoperta la verità si infiltrano nella base sotterranea dello Starcourt con l'intenzione di chiudere il portale. Il 4 luglio, Undici e gli altri si trovano nella casa di Hopper, dove il Mind Flayer ferisce Undici con un morso, ma lei riesce a guadagnare tempo tagliandolo a metà. I ragazzi arrivano al centro commerciale dopo aver salvato Dustin, Steve, Robin e Erica, rimasti intrappolati nella base sotterranea per quattro giorni. Dopo un po', Undici si accorge di aver perso i propri poteri dopo aver subito il morso e poco dopo arriva Billy, soggiogato dal Mind Flayer, che blocca i ragazzi nel centro commerciale. Billy riesce a catturare Undici per far diventare anche lei una schiava della creatura, ma gli altri riescono a trattenerlo mentre Undici ricorda a Billy la madre biologica. Billy decide di sacrificarsi facendosi uccidere dal mostro. Intanto, Hopper, Joyce e Murray entrano nella base russa, ma poco dopo interviene un agente russo contro Hopper e quest'ultimo riesce a ucciderlo. Joyce è tuttavia costretta ad azionare la macchina, uccidendo il mostro, mentre Hopper scompare nel nulla.
Tre mesi dopo, dopo aver parlato di incendio nel centro commerciale e di morti eroiche riguardanti Billy e specialmente Hopper, i Byers e Undici si stanno trasferendo in California, e Joyce fa leggere a Undici la lettera di Hopper, scoprendo che non la lesse mai ai ragazzi. Dustin e Lucas portano a Erica i libri di Will di Dungeons & Dragons facendola appassionare al gioco. Dustin, Lucas, Max e i Wheeler salutano i Byers e Undici tra abbracci e pianti.
Infine due soldati sovietici in Kamčatka parlano di un soldato americano mentre un prigioniero viene sbranato da un Demogorgone.

### Quarta stagione
Nella primavera del 1986, nove mesi dopo gli avvenimenti dello Starcourt Mall, che ha portato morte e distruzione, Joyce, Jonathan e Will si sono trasferiti in California, a Lenora Hills, portando con loro anche Undici. Hopper è imprigionato nella landa innevata della Kamčatka, sopravvissuto all'esplosione della base sovietica sotterranea del centro commerciale di Hawkins. L'esercito americano vuole però impossessarsi di nuovo della ragazzina, per utilizzarla per scopi militari, di fronte a una nuova guerra soprannaturale con l'epicentro localizzato a Hawkins. I fratelli Byers e Undici, in particolare Jonathan con cui fuma "piantine", diventano amici di Argyle, consegna pizze dai lunghi capelli neri e che guida un camioncino con insegne della pizzeria. Joyce, che nel mentre ha scoperto che Hopper è ancora vivo, contatta Murray per partire per l'Unione Sovietica e andare a salvarlo.
Nel frattempo, a Hawkins, Mike, Dustin, Lucas e Max continuano le loro vite, affrontando le difficoltà del liceo. Nancy sta lavorando duramente per il giornale scolastico, mentre Steve e Robin vengono assunti al Family Video, un videonoleggio di Hawkins, tentando di fare conquiste amorose e rimanendo in compagnia di Dustin. Max sta affrontando un periodo difficile, a causa della morte di Billy, il suo trasloco e l'alcolismo di sua madre, avendo finito per lasciare Lucas diverso tempo prima. Mike, insieme a Dustin e parzialmente Lucas, allontanatosi dal gruppo per diventare popolare come giocatore di basket, si unisce a Eddie, uno studente ventenne metallaro e presidente dell'Hellfire Club, teatro dei giochi Dungeons & Dragons dell'Hawkins High School, e al suo gruppo di musicisti. Mike, in vista delle vacanze di primavera, vola successivamente in California per ritrovare Undici e in secondo luogo i Byers, mentre Nancy e Jonathan restano separati perché la distanza ha messo in crisi la loro storia e i due si sono allontanati molto, specialmente adesso che è quasi arrivato il momento di andare al college, ma Jonathan ha deciso di non seguire Nancy a Emerson (come invece si erano promessi tempo prima) e di restare vicino alla sua famiglia frequentando un college locale, perché ha capito che quello non è il suo sogno, senza però avere il coraggio di dirglielo e mettendo anche in dubbio se proseguire o meno la loro relazione.
In questo periodo particolarmente vulnerabile, un vecchio orrore sta cominciando a riemergere, un terrificante demone, Vecna, che sceglie accuratamente le sue vittime fra gli adolescenti traumatizzati di Hawkins. Saranno Dustin, Lucas, Max ed Erica, Steve, Robin, Nancy e Eddie a indagare su questo mistero che, se risolto, potrebbe finalmente porre fine agli orrori del Sottosopra. Ritrovatisi a collaborare a stretto contatto per via delle circostanze, intanto, Nancy e Steve si ritrovano dopo tanto tempo e si riavvicinano molto grazie alla rinnovata maturità di entrambi, facendo intuire che le cose potrebbero non essere del tutto archiviate tra loro e che, forse, in questa nuova fase della loro vita, potrebbe iniziare un nuovo capitolo per loro due.
Nel frattempo Undici, dopo aver sopportato numerosi episodi di bullismo da parte di un gruppo di compagni, reagisce aggredendo la leader dei bulli (Angela) con un pattino e viene arrestata. Durante il trasporto in carcere viene prelevata dal redivivo Brenner e da Owens, che la portano in un laboratorio e la convincono a tentare di farle riacquistare i suoi poteri tramite dei ricordi, in un progetto denominato Nina.
Si scopre poi che Vecna è la trasformazione demoniaca di Henry Creel, che da bambino ha sviluppato dei poteri telecinetici diventando violento e malvagio. La madre chiamò il dottor Brenner per far rinchiudere il figlio, ma questi per evitarlo uccide sia la madre sia la sorella, perdendo i sensi prima di ferire anche il padre, il quale viene incarcerato come assassino psicopatico. In seguito alla strage, Henry Creel viene rinchiuso come cavia nel laboratorio di Brenner e venendo tatuato come 001. Dopo alcuni anni, nel laboratorio massacrò tutti i suoi compagni tranne Brenner e Undici, la quale lo affrontò e lo spedì nel Sottosopra. Qui divenne Vecna e diede vita al Mind Flayer, organizzando tutti gli eventi delle stagioni precedenti per arrivare a prendere i poteri di Undici e poter creare dei portali.
Salvato Hopper in Russia, tramite l'aiuto di Enzo (guardia corrotta e in seguito arrestata) e Yuri, che aveva tradito la fiducia di Enzo e gli americani ma era stato catturato da Joyce e Murray, il gruppo comprende che i ragazzi a Hawkins e a Lenora sono in pericolo. Decidono così di aiutarli indebolendo il Mind Flayer uccidendo dei Demogorgoni presenti nella base russa. A Hawkins intanto i ragazzi decidono di far entrare nuovamente Vecna nella mente di Max, distrarre i demopipistrelli a guardia del suo corpo e attaccarlo fisicamente mentre è in trance. Undici, dopo aver distrutto il laboratorio del progetto Nina, a causa dell'incursione dei soldati americani, e aver visto Brenner morire, entra nella mente di Max per combattere Vecna da lontano. Eddie morirà per combattere i Demopipistrelli di Vecna nel Sottosopra mentre Max non riuscirà a resistere a Vecna. Undici riesce a sconfiggerlo nella sua mente mentre tutti attaccano diverse parti del Mind Flayer, e in seguito resuscita Max, che finirà in coma. La sua temporanea morte però, in quanto quarta vittima di Vecna, causerà l'apertura di alcuni portali con epicentro Hawkins, che causeranno 22 vittime tra cui Jason Carver. Due giorni dopo, il gruppo di Lenora e i ragazzi di Hawkins si riuniscono con l'ormai ritrovata coppia formata tra Joyce e Hopper (mentre tra Nancy e Jonathan le cose sono tutt'altro che risolte) e insieme osservano con orrore ciò che resta di Hawkins: il Sottosopra sta cominciando a invadere il mondo reale.

## Episodi
| Stagione         | Episodi | Pubblicazione originale | Pubblicazione italiana |
| ---------------- | ------- | ----------------------- | ---------------------- |
| Prima stagione   | 8       | 2016                    | 2016                   |
| Seconda stagione | 9       | 2017                    | 2017                   |
| Terza stagione   | 8       | 2019                    | 2019                   |
| Quarta stagione  | 9       | 2022                    | 2022                   |
| Quinta stagione  | 8       | 2025                    | 2025-2026              |

## Personaggi e interpreti
- Joyce Byers (stagioni 1-5), interpretata da Winona Ryder, doppiata da Giuppy Izzo.
È l'amorevole e coraggiosa madre del dodicenne scomparso Will Byers e del fratello maggiore Jonathan, con i quali vive da separata dopo aver divorziato dal marito Lonnie. Nata nel 1943, è un'ex-compagna e coetanea di Hopper.
- James "Jim" Hopper (stagioni 1-5), interpretato da David Harbour, doppiato da Alessandro Budroni.
È il capo della polizia di Hawkins. Si è separato dalla moglie dopo la morte per tumore della figlia Sarah, evento che gli ha causato anche problemi di alcolismo. Adotterà Undici, da qui Jane Hopper. Scorbutico ma fedele alla giustizia, dimostra uno spirito cinico, ma onesto e pronto al sacrificio.
- Michael "Mike" Wheeler (stagioni 1-5), interpretato da Finn Wolfhard, doppiato da Tommaso Di Giacomo (stagione 1) e da Giulio Bartolomei (stagioni 2-4). È uno dei membri del gruppo di amici nati nel 1971, nonché fratello minore di Nancy e maggiore di Holly; è un ragazzino intelligente e coraggioso che spesso fa da "capobanda" al gruppo, a partire dalle partite di D&D in cui spesso ricopre il ruolo di Master. È innamorato di Undici che ha ospitato a casa sua e con la quale intraprenderà una relazione nella terza stagione.
- Undici / Jane Hopper (stagioni 1-5), interpretata da Millie Bobby Brown, doppiata da Chiara Fabiano.
Chiamata con il diminutivo "Undi" (in inglese El, diminutivo di Eleven) è la bambina misteriosa incontrata da Mike, Dustin e Lucas, loro coetanea, mentre questi ultimi sono sulle tracce dell'amico scomparso Will e i quali le assegnano questo nome per il numero presente sul braccio della bambina (011). Trova rifugio presso casa di Mike mentre è in fuga da un laboratorio segreto. È dotata di poteri telecinetici e ha i capelli rasati ma poi le ricresceranno. Nata come Jane Ives, era stata rapita dagli agenti del laboratorio subito dopo la nascita. Schiva e sospettosa a causa del suo passato, imparerà presto a conoscere i suoi poteri e il mondo intorno a lei, a cui la introdurranno i ragazzi e in particolare Mike.
- Dustin Henderson (stagioni 1-5), interpretato da Gaten Matarazzo, doppiato da Mattia Fabiano.
Uno dei migliori amici di Mike, Will e Lucas, è un ragazzino simpatico e sagace, vero collante del gruppo, come gli altri ragazzi appassionato di scienza e del genere fantasy. Soffre di disostosi cleidocranica che gli provoca sigmatismo.
- Lucas Sinclair (stagioni 1-5), interpretato da Caleb McLaughlin, doppiato da Luca De Ambrosis.
Altro stretto amico di Mike, Dustin e Will, è un ragazzino coraggioso e intraprendente. Spesso mantiene il sangue freddo e guida le decisioni del gruppo grazie alla sua ferma morale. Nella terza stagione intraprende una relazione con Max e nonostante lei lo lascerà tra la terza e la quarta a causa della perdita di Billy rimarranno ancora innamorati.
- Nancy Wheeler (stagioni 1-5), interpretata da Natalia Dyer, doppiata da Veronica Benassi.
È la sorella maggiore di Mike e Holly, nata nel 1968. Ragazza tenace alla ricerca della sua indipendenza, durante la serie dovrà affrontare le problematiche relative ai primi amori e l'evoluzione del suo carattere sensibile. Dopo una storia con Steve fino a metà della seconda stagione, si fidanza con Jonathan alla fine della stessa.
- Jonathan Byers (stagioni 1-5), interpretato da Charlie Heaton, doppiato da Federico Campaiola.
È il fratello maggiore di Will, nato nel 1967. È un ragazzo intelligente, schivo e solitario, amante della musica e della fotografia. Emarginato rispetto alla maggior parte dei suoi coetanei, si dimostra molto protettivo e responsabile nei confronti del fratellino. È innamorato di Nancy, inizialmente non ricambiato, ma dalla seconda stagione si mettono insieme.
- Karen Wheeler (stagioni 1-3, ricorrente 4-5), interpretata da Cara Buono, doppiata da Nunzia Di Somma.
È la madre di Mike, Nancy e Holly. Premurosa e gentile, è devota alla famiglia, ma poco aiutata nella gestione dei figli dal marito, Ted. Sviluppa un'attrazione per Billy Hargrove, ma alla fine rinuncia alla tentazione per tenere insieme la propria famiglia.
- Martin Brenner (stagioni 1, 4, guest 2), interpretato da Matthew Modine, doppiato da Stefano Benassi.
È uno dei principali scienziati e responsabili che gestiscono il laboratorio segreto dal quale è fuggita Undici. Cinico e spietato, cercherà in tutti i modi di catturarla. Chiamato papà da Undi e dai suoi ex "fratelli" del laboratorio, viene inizialmente creduto morto, ma tornerà nella quarta stagione finendo per morire durante la fuga dal laboratorio nell'ottavo episodio.
- William "Will" Byers (stagioni 1-5), interpretato da Noah Schnapp, doppiato da Lorenzo Farina (stagione 1) ed Emanuele Suarez (stagioni 2–4). È il bambino/ragazzino che scompare misteriosamente nel primo episodio della prima stagione, stretto amico di Mike, Dustin e Lucas. Nato il 22 marzo 1971, è spesso preso di mira dai bulli della scuola; è un bambino dolce, sensibile e buono, dotato di spiccata intelligenza e creatività, espressa tramite il disegno. Resterà segnato dal periodo passato nel Sottosopra, venendo posseduto dal Mind Flayer durante la seconda stagione, e svilupperà il riconoscimento dei nemici del Sottosopra tramite la pelle d'oca alla nuca. Possiede un legame molto forte con Mike, di cui è segretamente innamorato.
- Maxine "Max" Mayfield (stagioni 2-5), interpretata da Sadie Sink, doppiata da Vittoria Bartolomei.
Soprannominata "Mad Max", è una ragazzina dal passato complicato, con un aspetto e uno stile da maschiaccio, accompagnata dal suo skateboard. Dai capelli rossi e dal viso imbronciato, tirerà fuori un carattere decisamente forte. Inizialmente Undici, sua coetanea, mostra ostilità nei suoi confronti, dopo averla vista chiacchierare intimamente con Mike, ma le due ragazze diventeranno amiche agli inizi della terza stagione. Ha un fratellastro, Billy, che lei odiava, ma resterà traumatizzata dalla sua morte finendo per lasciare Lucas, con il quale aveva intrapreso una relazione nella terza stagione , alla fine della quarta stagione entra in coma a causa di Vecna.
- Steve Harrington (stagioni 1-5), interpretato da Joe Keery, doppiato da Alessandro Campaiola.
È il popolare ragazzo che Nancy, due anni più piccola di lui, inizia a frequentare. Ragazzo bello, coraggioso, spiritoso e audace che, come Nancy, dovrà fare i conti con la sua personalità in cambiamento e con i primi problemi di cuore. Subirà un notevole cambiamento a partire dalla fine della prima stagione, abbandonando i modi superficiali in cui era solito comportarsi, diventando protettivo e sempre pronto al sacrificio per i suoi amici. Stringerà un legame fraterno con Dustin e Robin, e si innamorerà, non ricambiato, di quest'ultima.
- William "Billy" Hargrove (stagioni 2-3, guest 4), interpretato da Dacre Montgomery, doppiato da Mirko Cannella.
È lo sprezzante e narcisista fratellastro di Max, più grande di lei di quattro anni, nato il 29 marzo del ‘67, dal comportamento violento e poco prevedibile. Segnato anch'egli da un passato difficile come la sorellastra, il suo ruolo sarà fondamentale durante la terza stagione.
- Robert "Bob" Newby (stagione 2), interpretato da Sean Astin doppiato da Luigi Ferraro.
Ex compagno di scuola di Joyce e Hopper, dunque nato nel 1943, gestisce Radio Shack, un piccolo negozio di riparazioni radio e TV. Uomo buono, gentile, ma talvolta ingenuo, è legato sentimentalmente a Joyce durante la seconda stagione. Alla fine di essa morirà divorato dai Democani, finendo per essere considerato un eroe, e per la quale morte Joyce non vorrà inizialmente frequentare Hopper nella seguente stagione.
- Samuel "Sam" Owens (stagioni 2, 4, guest 3), interpretato da Paul Reiser, doppiato da Antonio Sanna.
Agente del Dipartimento dell'energia, incaricato di contenere l'apertura del portale per il Sottosopra per impedire la diffusione dei suoi effetti all'interno di Hawkins. Inciterà Undici nella quarta stagione a seguirla per riappropriarsi dei suoi poteri.
- Erica Sinclair (stagioni 3-5, ricorrente 2), interpretata da Priah Ferguson, doppiata da Anita Ferraro.
È la sorella minore di Lucas. Ha 8-11 anni, nata probabilmente nel 1975, è una ragazzina molto sveglia e dal carattere vispo e provocatorio. Saprà farsi valere e riuscirà a far sentire la sua voce all'interno del gruppo, aiutando ad annientare i russi della base sotterranea (terza stagione) e Vecna (quarta stagione).
- Murray Bauman (stagioni 3-5, ricorrente 2), interpretato da Brett Gelman, doppiato da Francesco Cavuoto.
È un cospirazionista con un passato da giornalista. Parla fluentemente russo. Nella terza stagione sarà di fondamentale aiuto per Joyce e Hopper, per accedere al macchinario costruito dai russi nella base segreta sotto lo Starcourt Mall grazie anche all'aiuto del russo Alexei Smirnoff, la cui morte rattristerà Murray (diventatoci amico e complice delle battute riguardo l'intrigo amoroso tra Joyce e Hopper). Nella quarta stagione seguirà Joyce in Alaska e nella Kamčatka sovietica per salvare Hopper. È poco più piccolo di Joyce e Hopper, nato quindi verso la fine della seconda guerra mondiale.
- Robin Buckley (stagioni 3-5), interpretata da Maya Hawke, doppiata da Emanuela Ionica.
Nata nel marzo del 1968, è una ragazza bella, forte e brillante, coetanea di Nancy con cui nella quarta stagione diventerà amica. Lavora con Steve presso la gelateria Scoops Ahoy dello Starcourt Mall nella terza stagione e poi, dopo la distruzione del centro commerciale, al Family Video sempre con lui, una videoteca cittadina nella quarta stagione.
- Eddie Munson (stagione 4), interpretato da Joseph Quinn, doppiato da Lorenzo De Angelis.
È uno studente della Hawkins High School. E il presidente dell'Hellfire Club, dove si gioca a Dungeons and Dragons. Faranno parte di questo club anche Mike Wheeler e Dustin Henderson nella quarta stagione. Assumerà il ruolo di "padre" di Dustin come aveva già fatto Steve nelle altre stagioni. Verrà accusato ingiustamente dalla polizia dell'omicidio di Chrissy Cunningham, Fred Benson e Patrick. Darà un grande contributo nella battaglia finale contro Vecna.

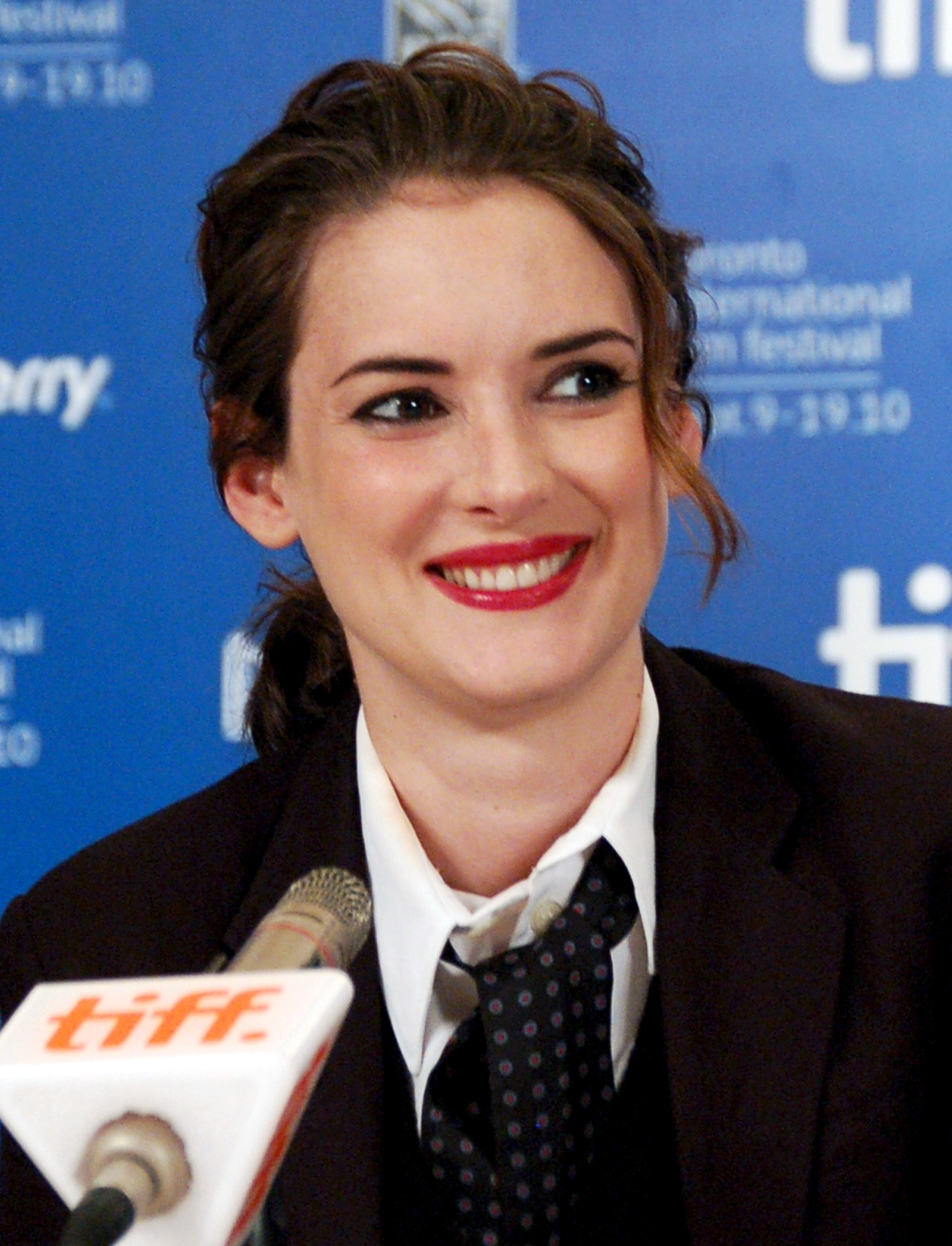
Winona Ryder interpreta Joyce Byers
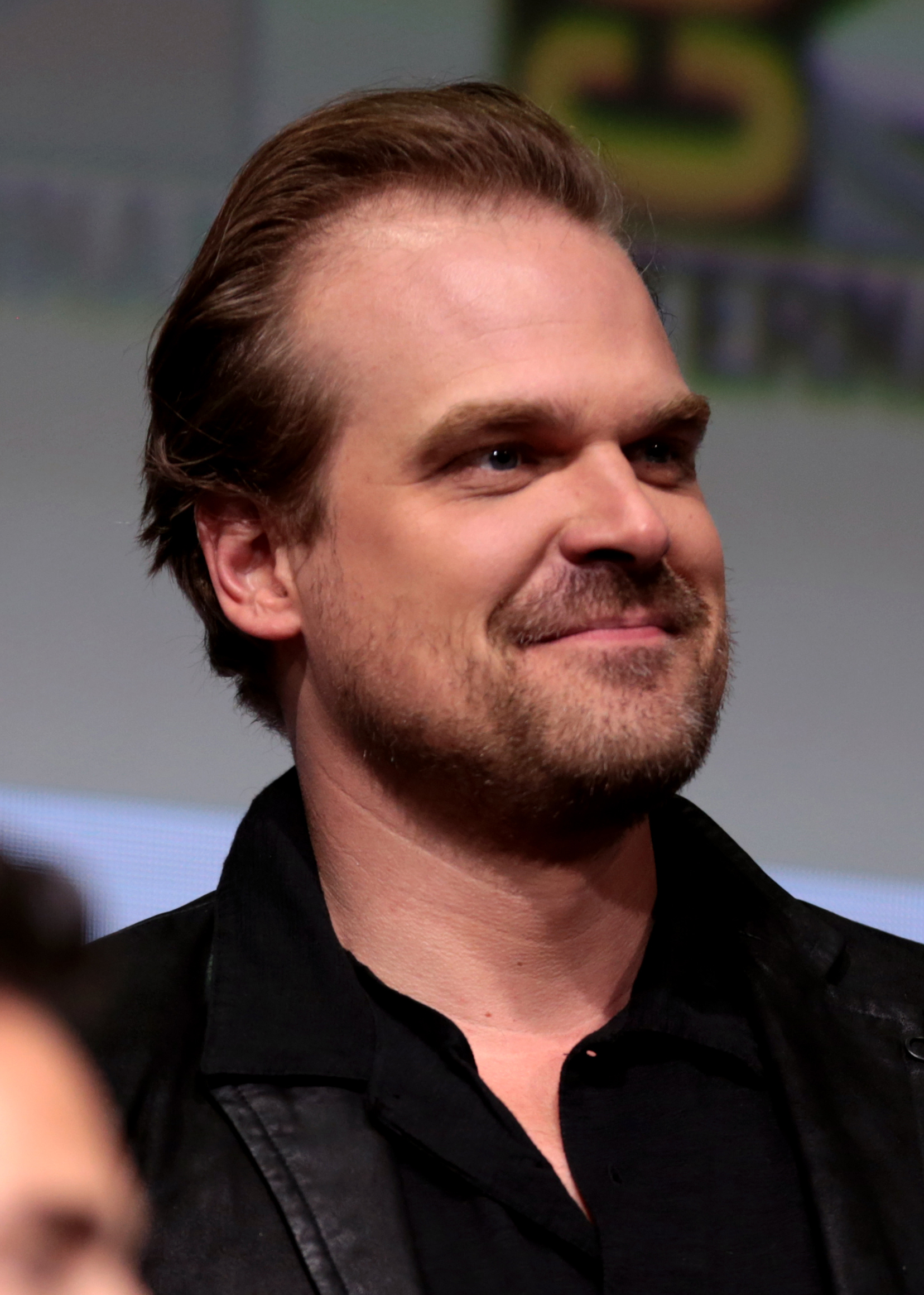
David Harbour interpreta Jim Hopper
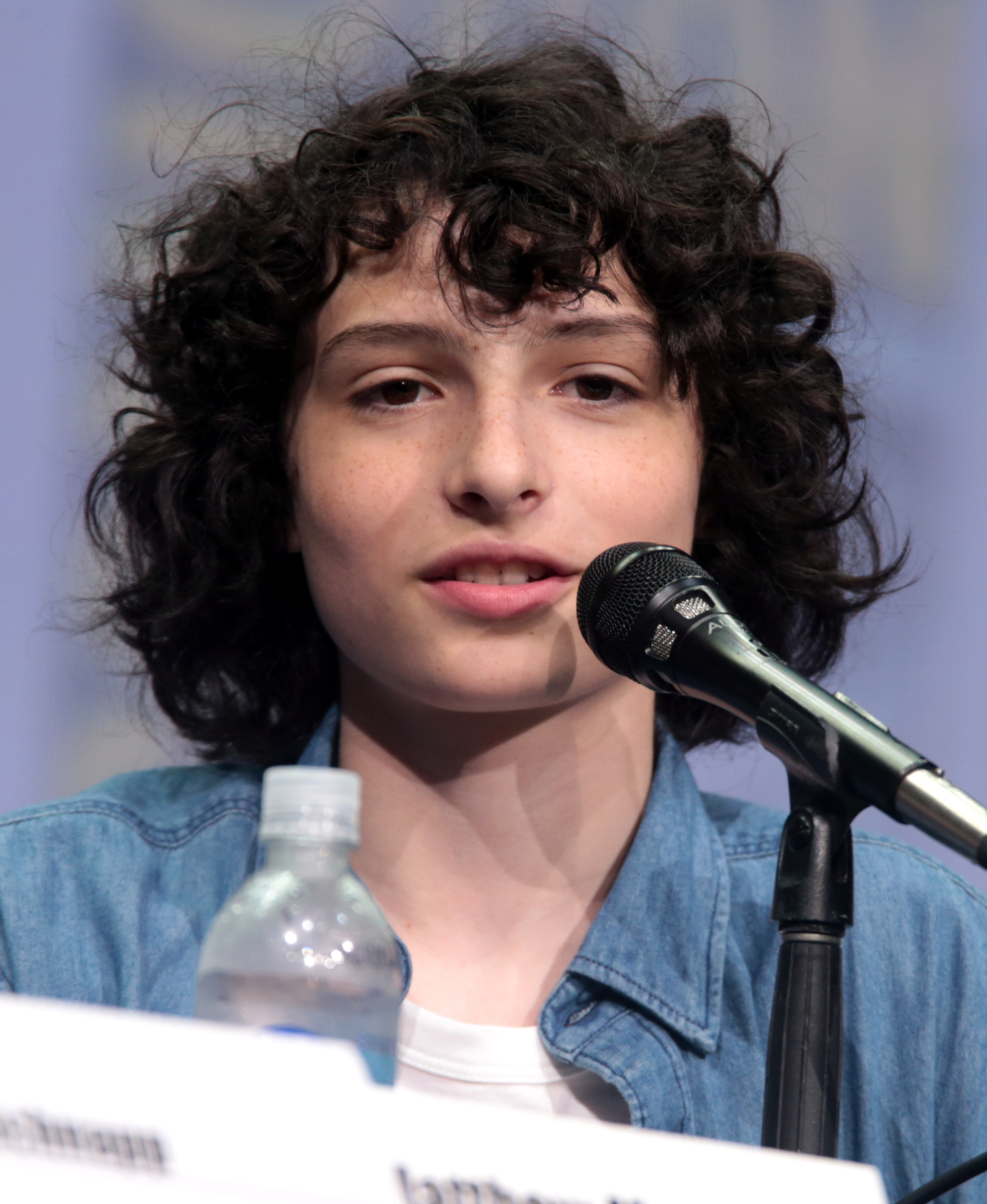
Finn Wolfhard interpreta Mike Wheeler
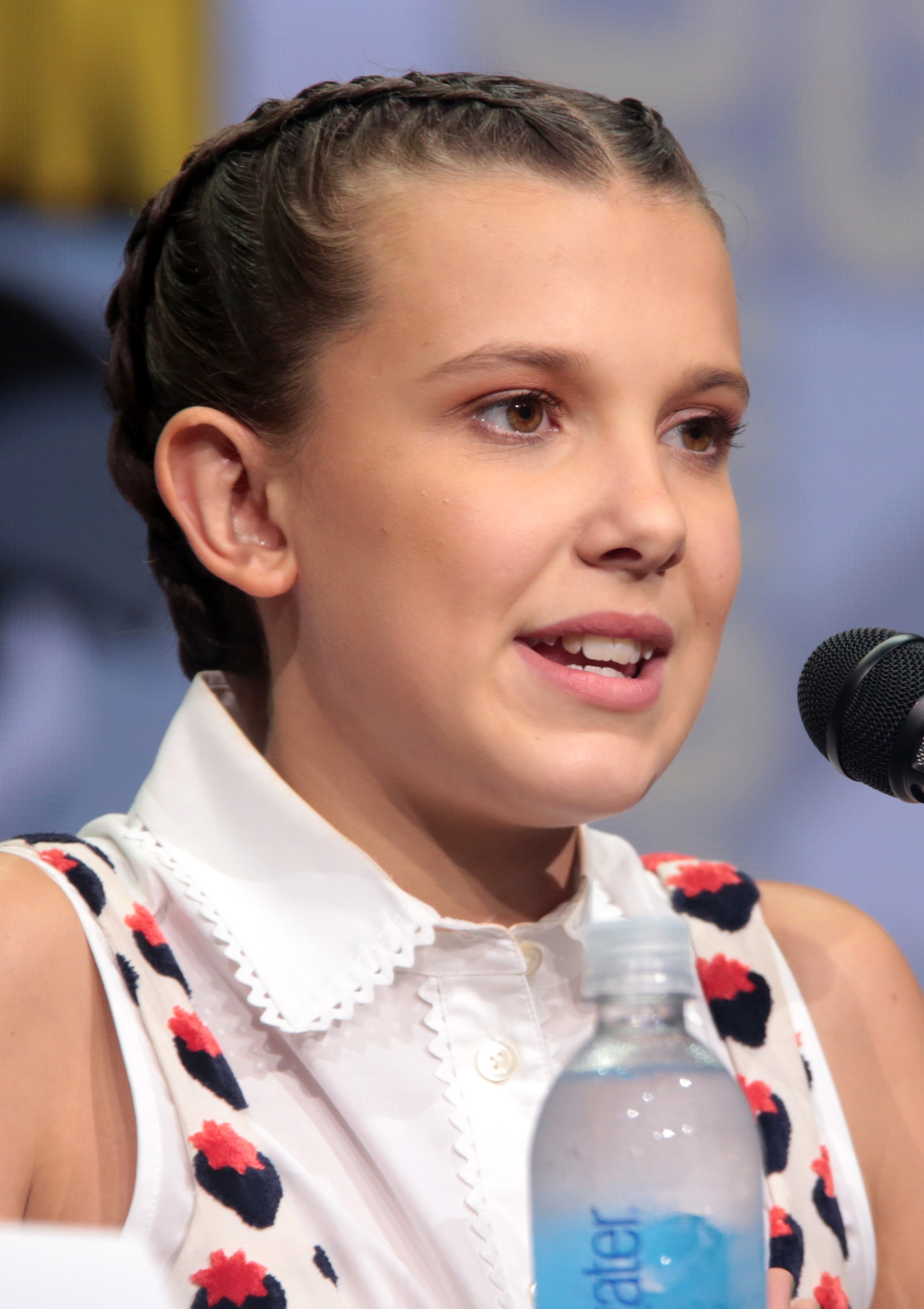
Millie Bobby Brown interpreta Undici
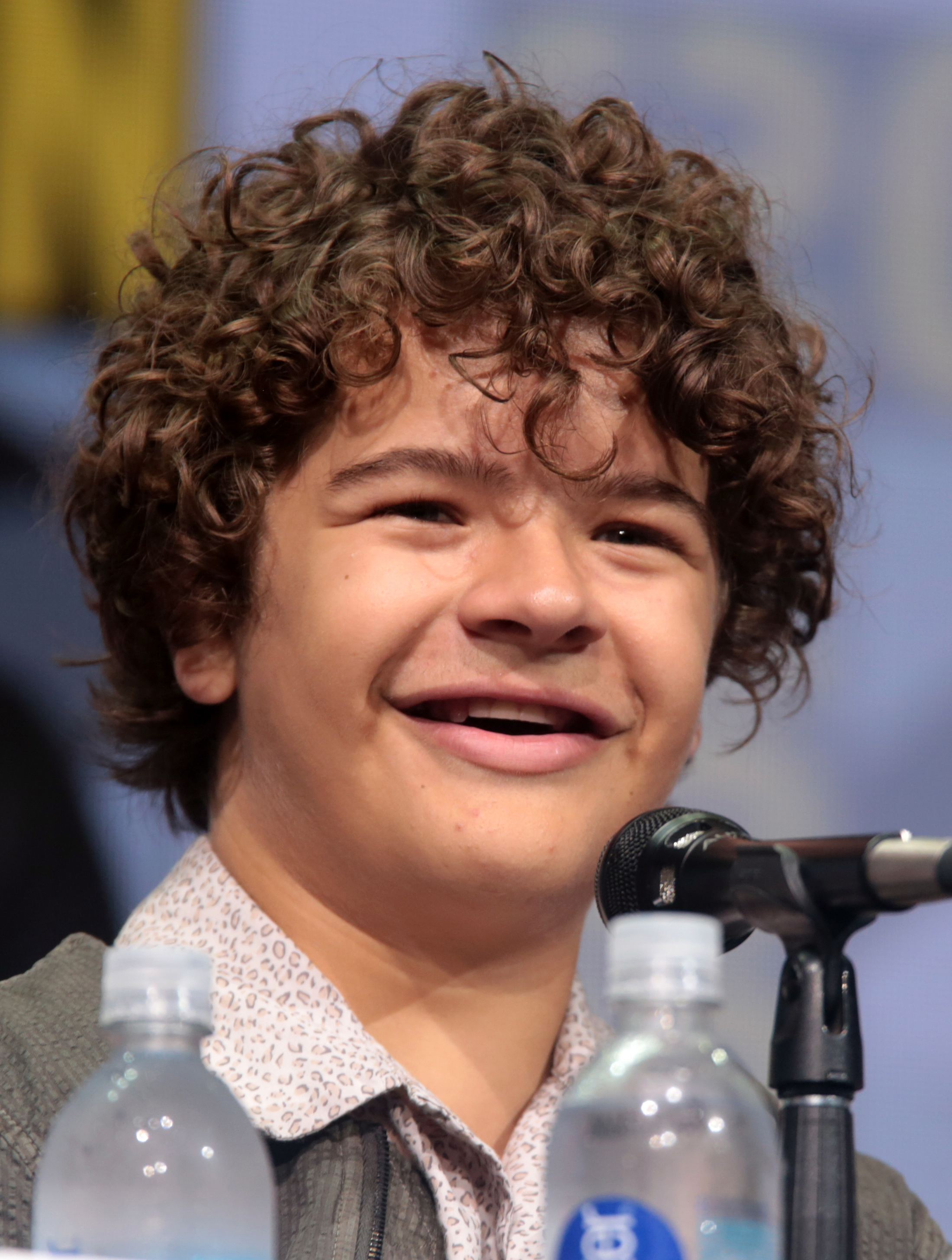
Gaten Matarazzo interpreta Dustin Henderson
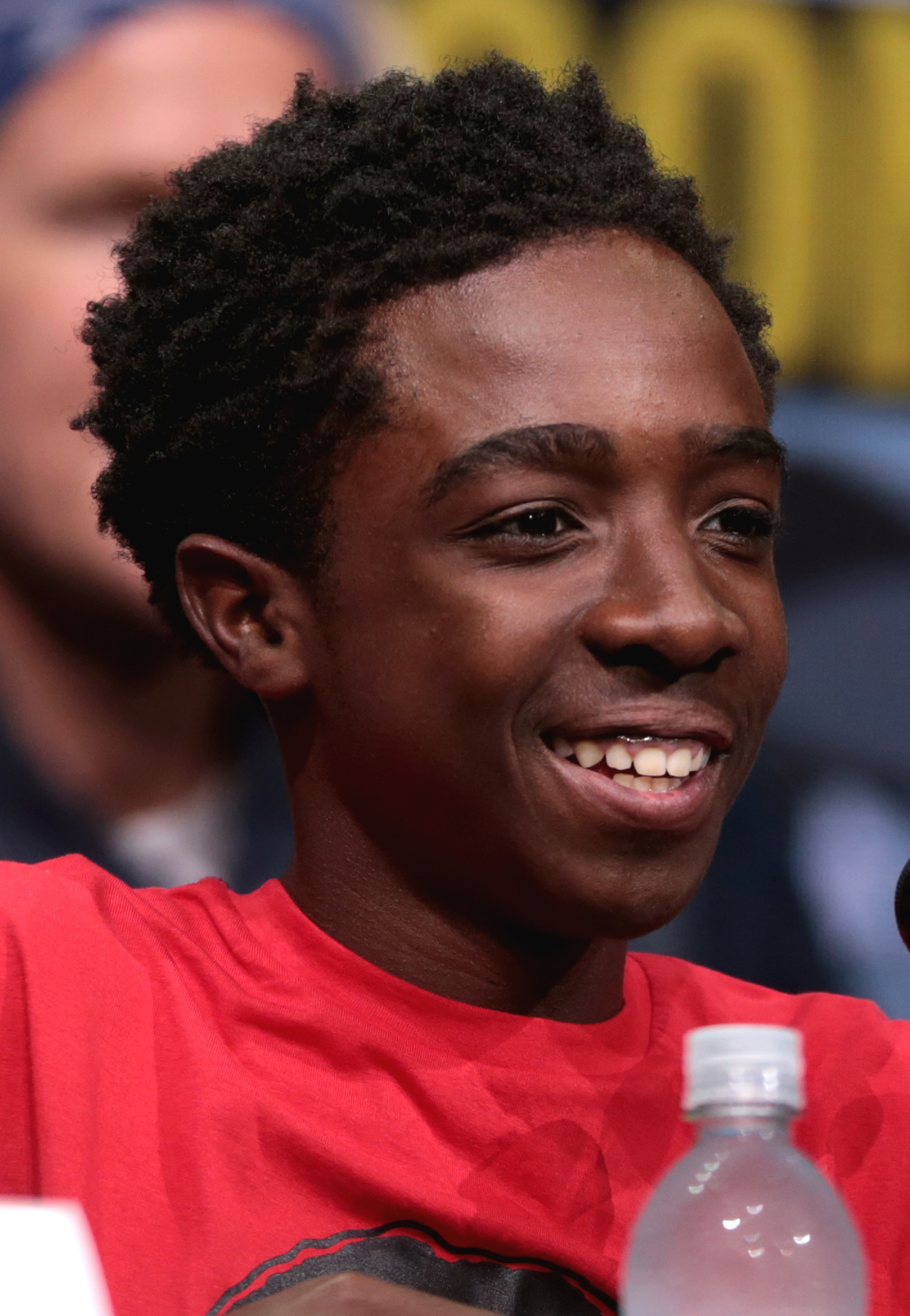
Caleb McLaughlin interpreta Lucas Sinclair
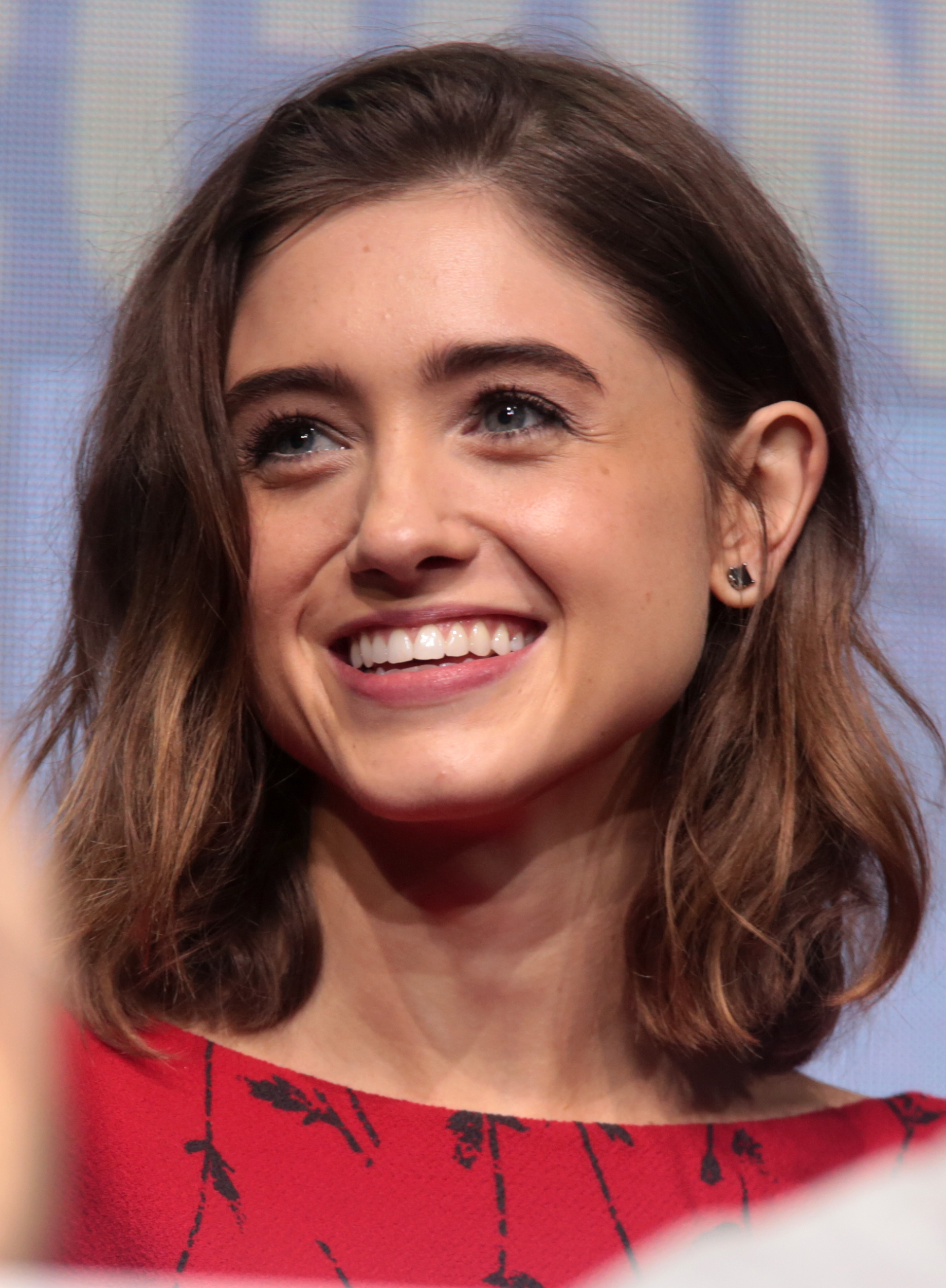
Natalia Dyer interpreta Nancy Wheeler
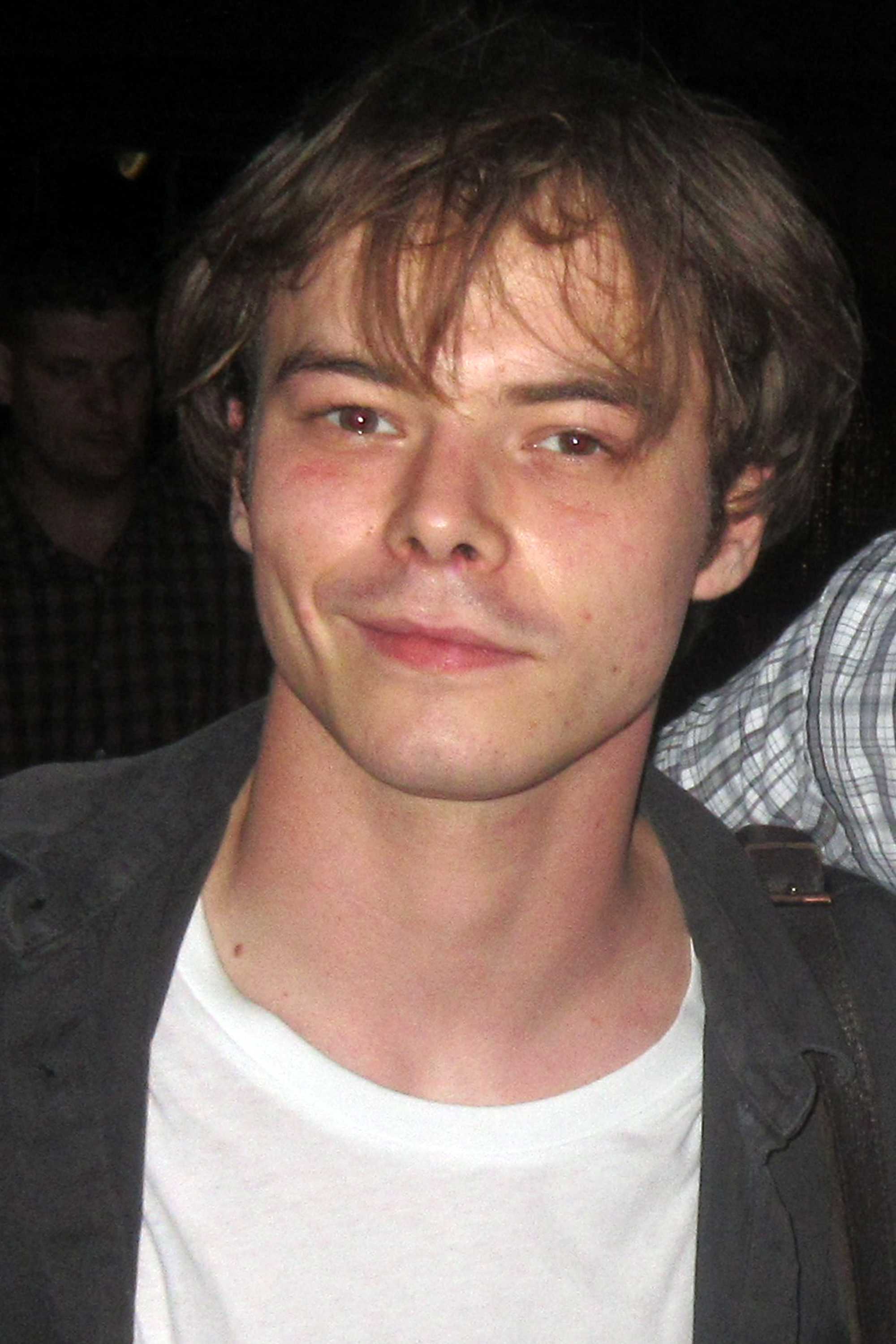
Charlie Heaton interpreta Jonathan Byers
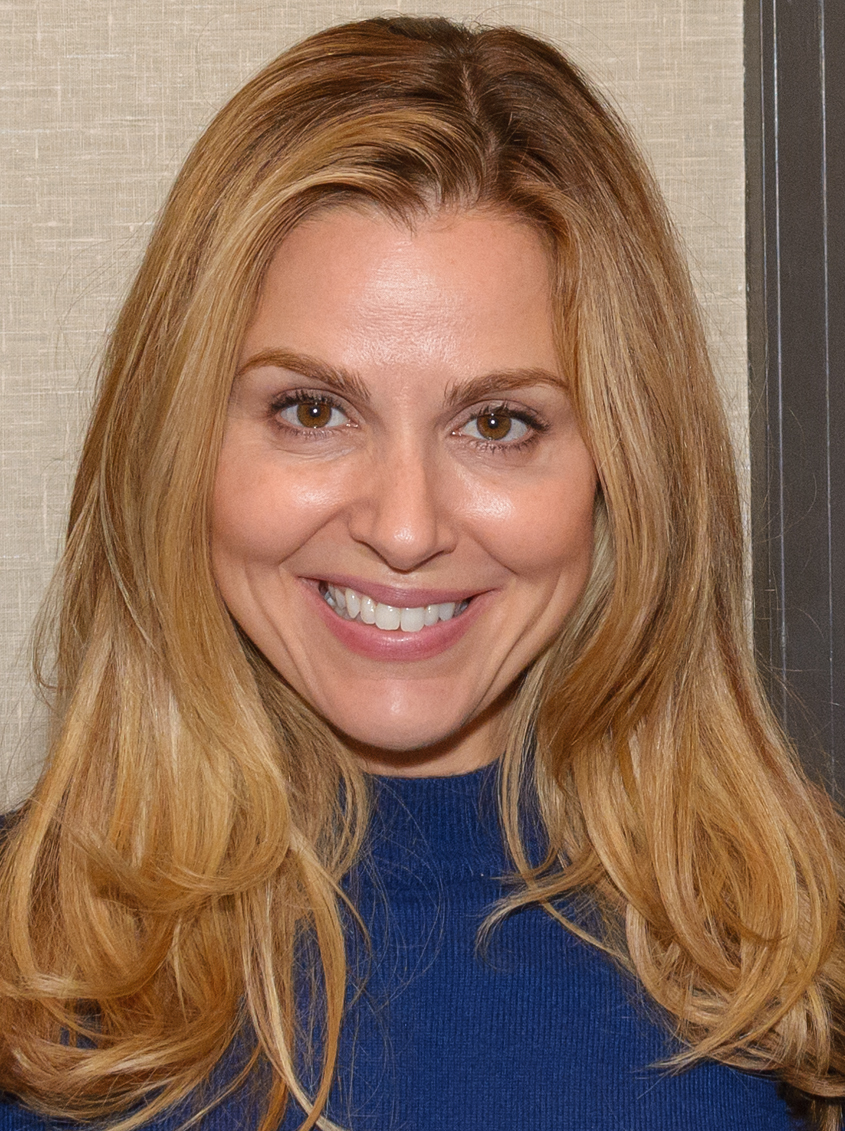
Cara Buono interpreta Karen Wheeler
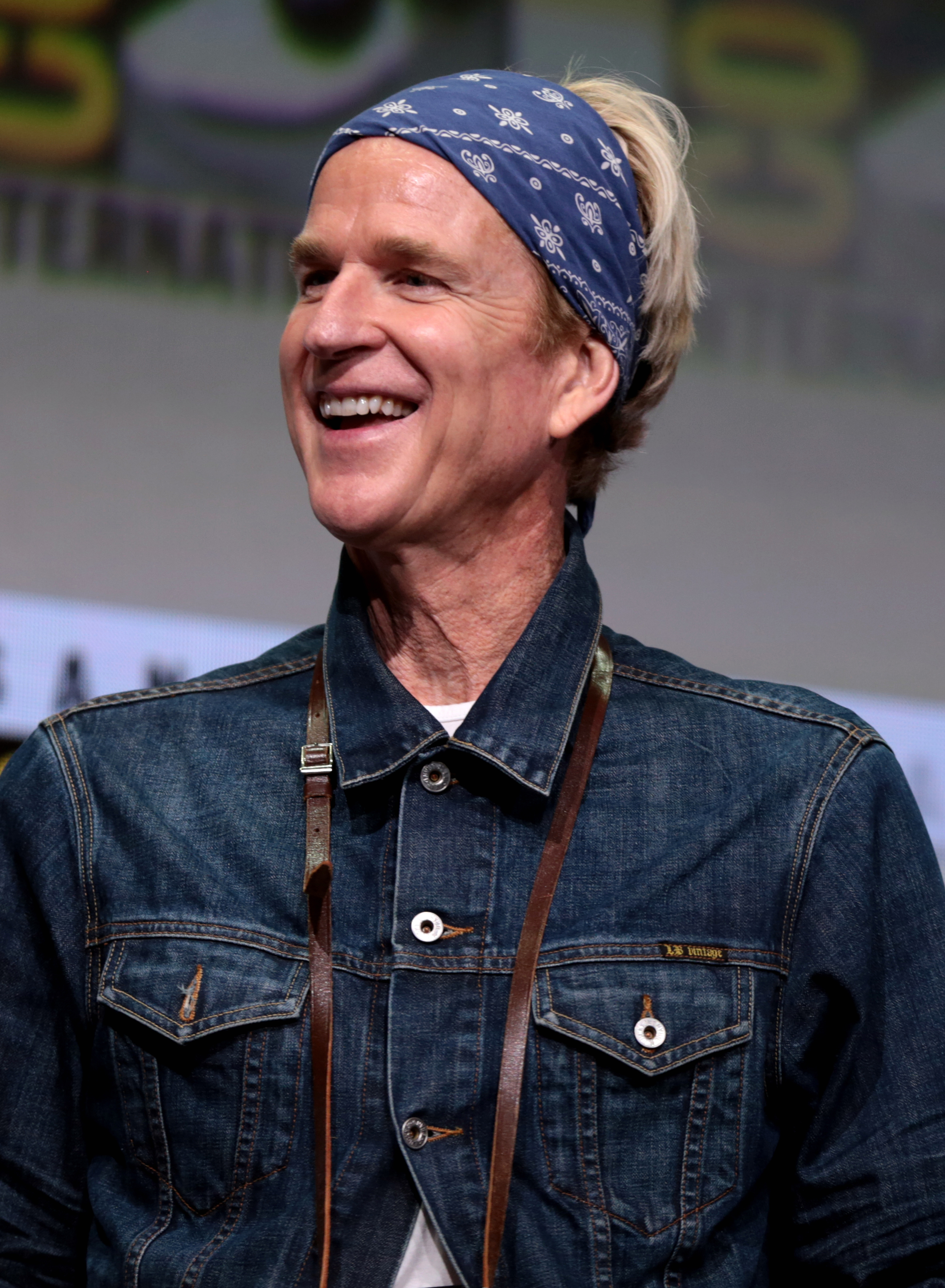
Matthew Modine interpreta Martin Brenner
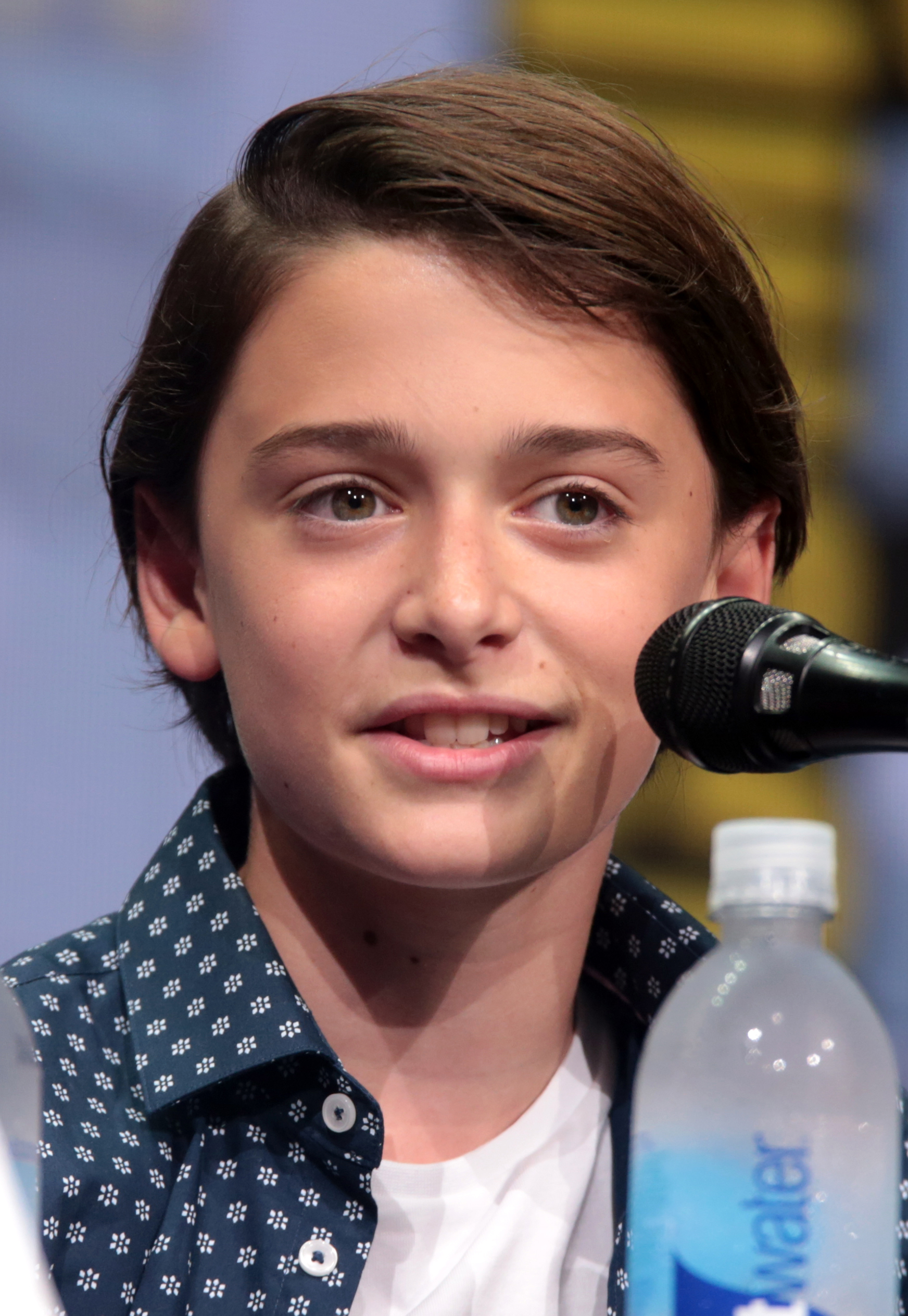
Noah Schnapp interpreta Will Byers
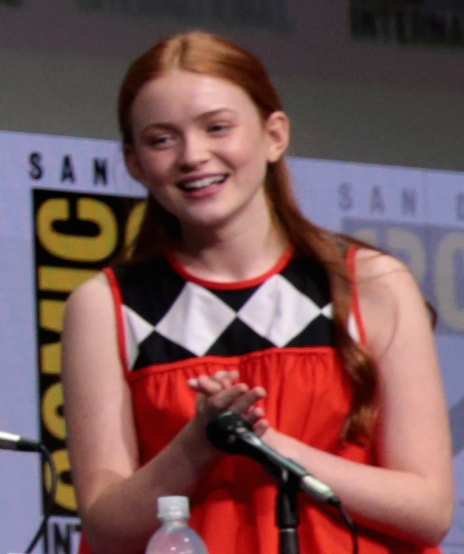
Sadie Sink interpreta Max Mayfield
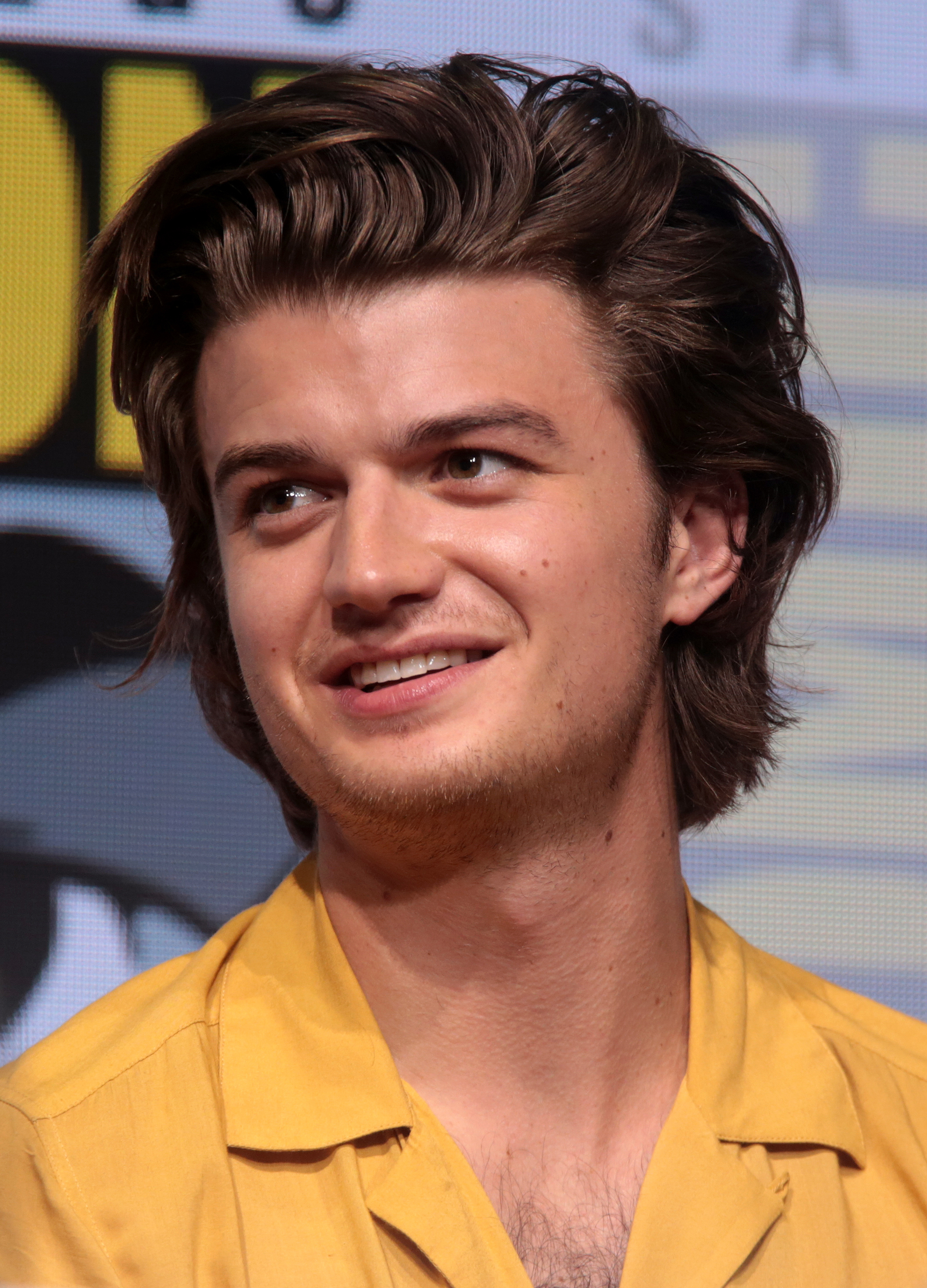
Joe Keery interpreta Steve Harrington
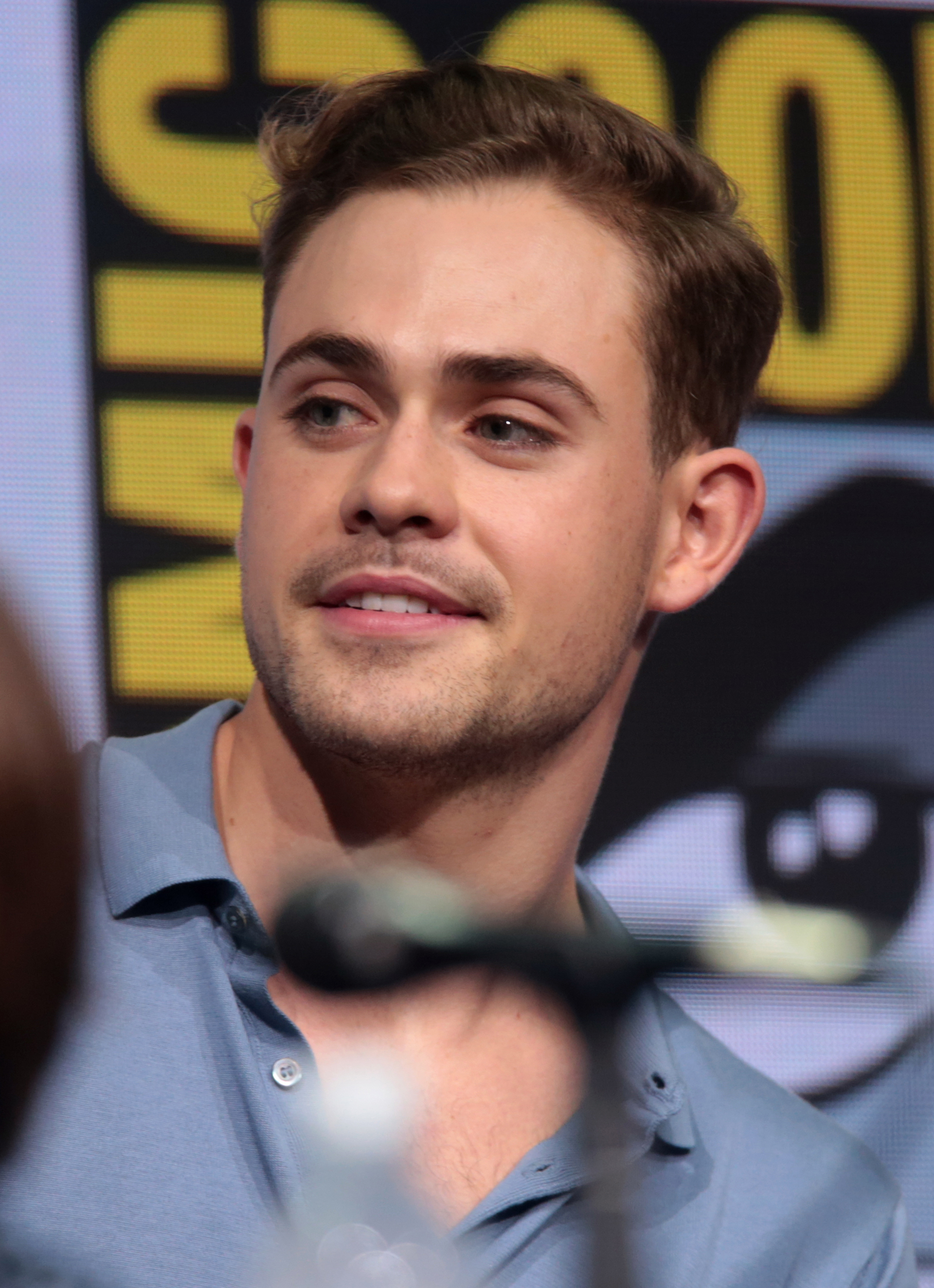
Dacre Montgomery interpreta Billy Hargrove
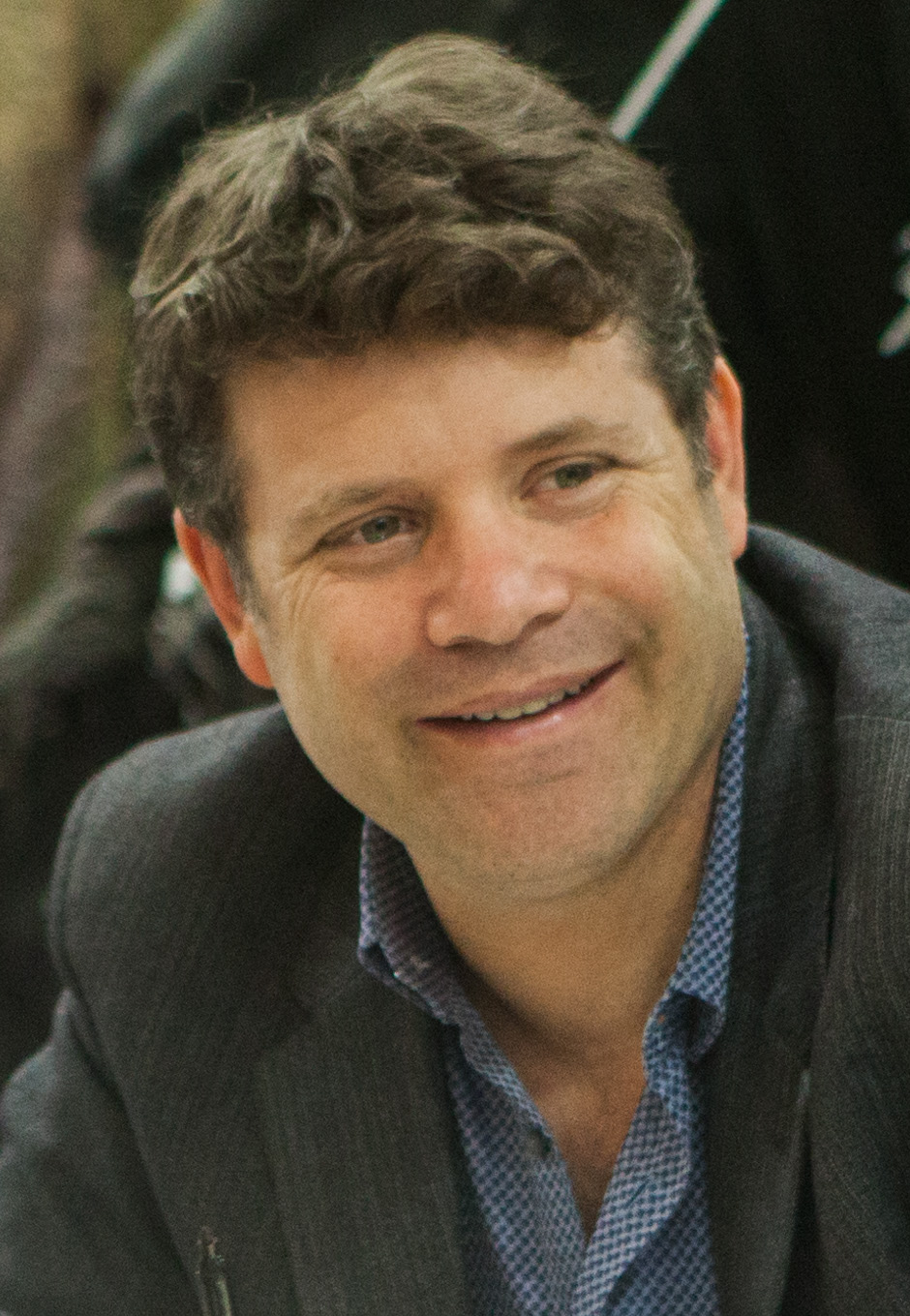
Sean Astin interpreta Bob Newby
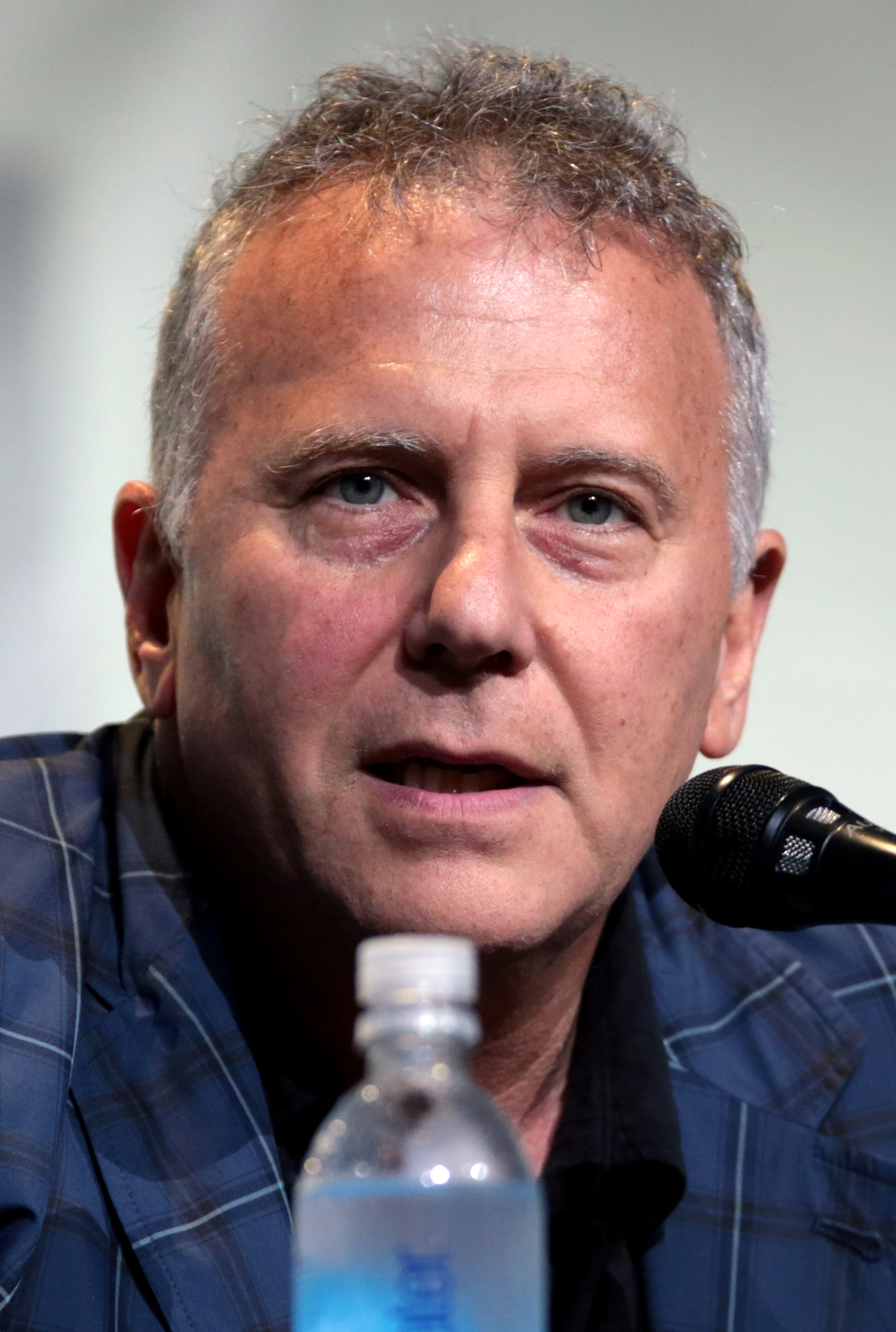
Paul Reiser interpreta Sam Owens
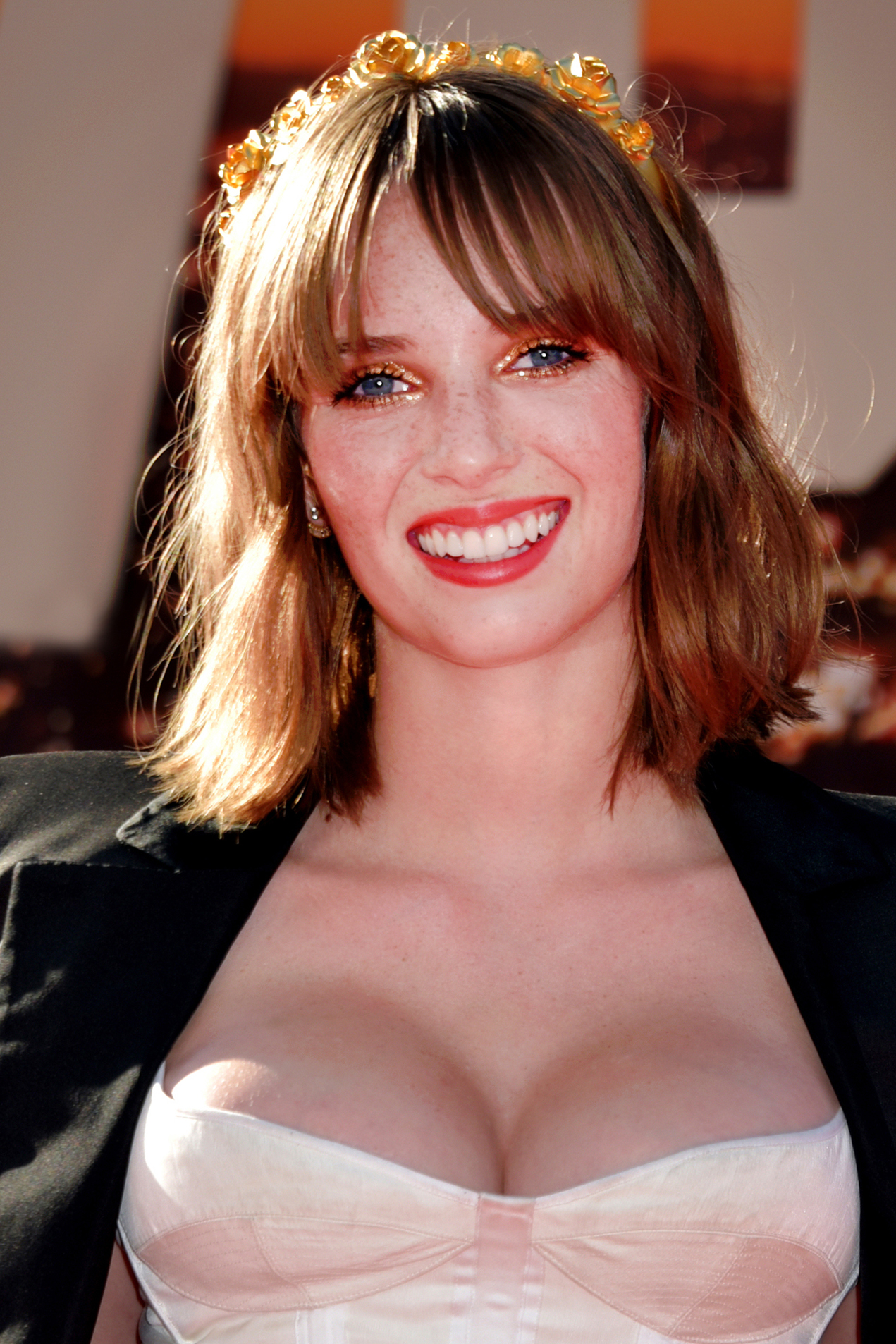
Maya Hawke interpreta Robin Buckley
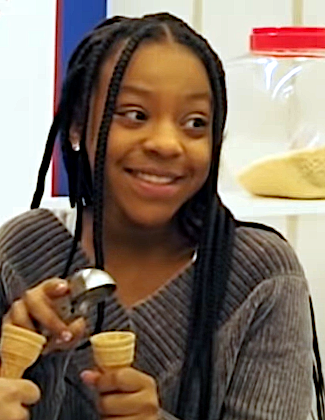
Priah Ferguson interpreta Erica Sinclair
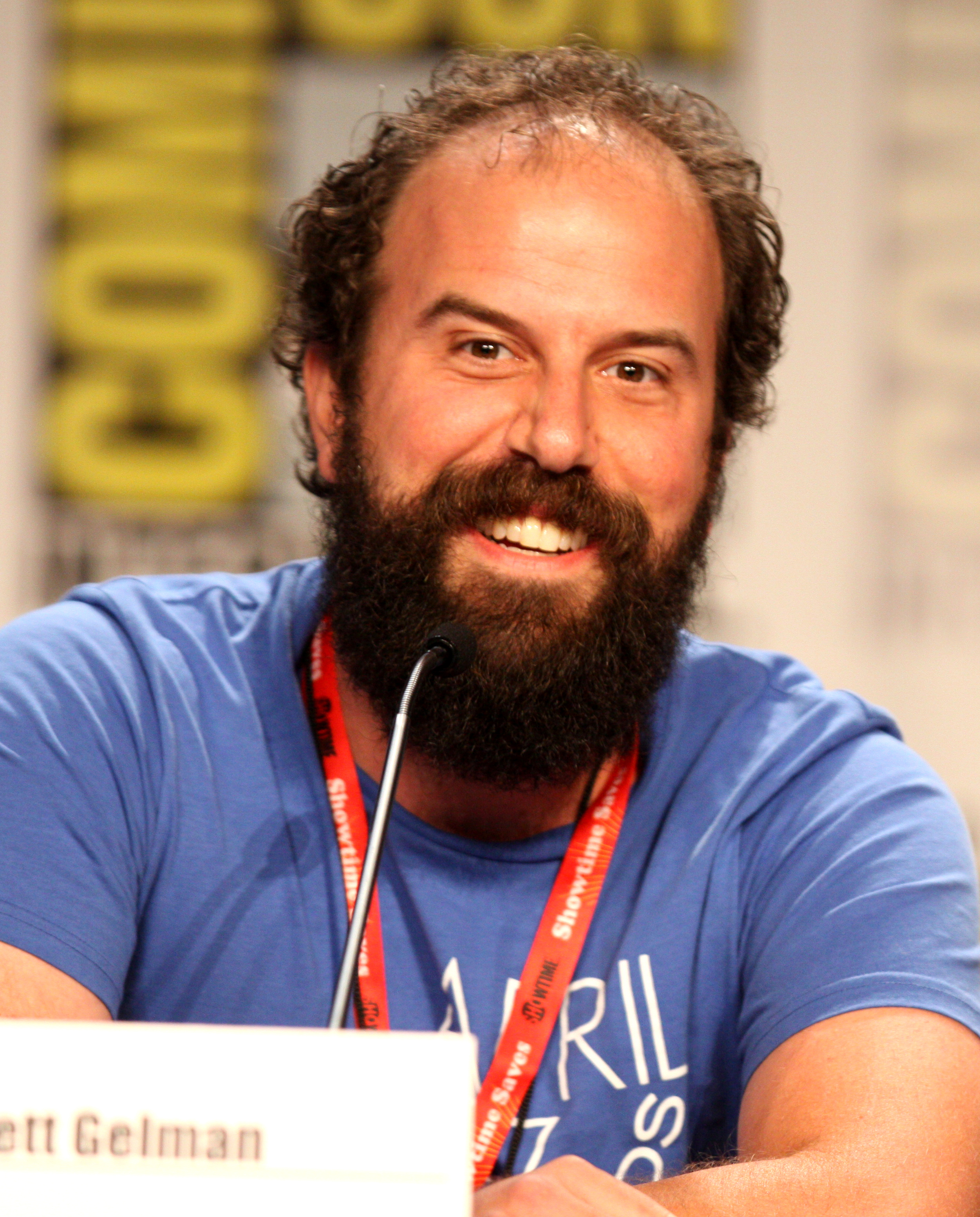
Brett Gelman interpreta Murray Bauman

## Produzione

### Concezione
Ideata dai fratelli Matt e Ross Duffer, già autori e registi del film thriller Hidden - Senza via di scampo, e inizialmente nota con il titolo di lavorazione Montauk, dall'omonima località nei pressi di East Hampton (Stato di New York) in cui doveva essere ambientata, la serie venne annunciata per la prima volta il 2 aprile 2015, descritta come «una lettera d'amore ai classici degli anni ottanta che hanno affascinato una generazione». Accreditati come "The Duffer Brothers", i due creatori spiegarono infatti di aver concepito Stranger Things con lo scopo di omaggiare i classici del cinema e della letteratura fantastica degli anni ottanta, cercando di trasmettere agli spettatori moderni le stesse sensazioni generate da opere quali i classici di Steven Spielberg e John Carpenter o i romanzi di Stephen King, in grado di stimolare l'immaginazione e il desiderio di avventura del pubblico.
I Duffer spiegarono di aver avuto l'idea di scrivere una storia che ruota attorno alle ricerche di un bambino scomparso dopo la visione del film Prisoners, scegliendo di dotarla di elementi soprannaturali con un minimo di fondamento scientifico, in modo da renderla più credibile e quindi più paurosa, optando quindi per far provenire il mostro protagonista da un'altra dimensione invece di darle un'origine religiosa o spirituale. La scelta di ambientare la storia negli anni ottanta, oltre che per poter meglio omaggiare le molte opere che hanno influenzato la loro formazione personale e professionale, fu anche legata al fatto di poter sfruttare l'ossessione legata alla guerra fredda e agli esperimenti paramilitari segreti come il progetto MKULTRA, oltre che per esprimere un sentimento di nostalgia verso un tempo in cui, senza telefonia mobile né Internet, uscire fuori di casa si traduceva più spesso in un'avventura.
Per le scene di paura, i due spiegarono di essersi voluti focalizzare più sul terrore e la suspense che sul gore, mentre tra le molte opere a cui si sono specificatamente ispirati e che dichiararono di aver appositamente rivisto per prepararsi alla produzione sono incluse E.T. l'extra-terrestre, Stand by Me - Ricordo di un'estate, I Goonies, La cosa e Nightmare - Dal profondo della notte. Prima di approdare a Netflix, il progetto fu proposto a produttori esecutivi legati a varie emittenti statunitensi, collezionando numerose bocciature; in particolare molti produttori espressero perplessità per il fatto che i protagonisti sono bambini ma è una serie pensata anche per gli adulti, chiedendo ai due autori di trasformarla in una serie per ragazzi o rendere il detective Hopper protagonista.
I Duffer sono anche i principali autori e registi della serie, ricoprendo i panni di showrunner oltre che di produttori esecutivi insieme a Shawn Levy e Dan Cohen. La trama principale della prima stagione venne concepita per essere autoconclusiva, come se fosse un lungo film di otto ore. In merito alla seconda stagione, confermata il 31 agosto 2016, i Duffer spiegarono quindi di considerarla come un sequel, in cui si espande la mitologia della serie oltre a narrare gli sviluppi nelle vite dei protagonisti. Ambientata un anno dopo gli eventi della prima, ovvero nell'autunno 1984, Stranger Things 2 fu concepita con tonalità più oscure che accentuano maggiormente il genere horror. Gli autori continuarono a ispirarsi allo stile di Spielberg e ai film cult usciti in quel periodo, prendendo in particolare a modello quello che considerano uno dei seguiti meglio riusciti, Aliens di James Cameron, a cui vengono resi diversi omaggi nel corso degli episodi. Ai molti temi degli anni ottanta rappresentati, in questa stagione si aggiungono anche i videogiochi arcade.
Anche la terza stagione è caratterizzata da un nuovo salto temporale, necessario vista la crescita dei giovani attori tra le riprese delle stagioni. Il Sottosopra sarà ulteriormente esplorato ma i Duffer hanno precisato che spiegarne completamente ogni aspetto non rientra nei loro piani; non sarebbe realistico che i protagonisti siano in grado di comprenderlo a fondo ed eliminerebbe il fascino dell'ignoto.

### Cast
Il 15 giugno 2015 fu annunciata la presenza nel cast principale dell'iconica attrice cinematografica degli anni ottanta e novanta Winona Ryder, per la prima volta protagonista in una serie televisiva, e David Harbour rispettivamente per i ruoli della madre del bambino scomparso, Joyce, e del poliziotto Hopper.
I protagonisti più giovani furono annunciati tutti il 20 agosto 2015, dopo una lunga selezione che coinvolse centinaia di giovani attori e aspiranti tali da varie parti del mondo. Finn Wolfhard, in precedenza apparso in un episodio di The 100, interpreta Mike; Millie Bobby Brown, che si era fatta conoscere come co-protagonista della serie Intruders, interpreta Undici; Gaten Matarazzo, attore teatrale apparso in un episodio di The Blacklist è Dustin; per il ruolo di Lucas fu ingaggiato Caleb McLaughlin, anche lui attore teatrale; per il ruolo di Will fu scelto Noah Schnapp, apparso in Il ponte delle spie; per quello di Nancy fu scelta Natalia Dyer, già protagonista del film indipendente I Believe in Unicorns; mentre Jonathan è interpretato da Charlie Heaton, che in precedenza aveva preso parte solo a produzioni minori. Cara Buono e Matthew Modine furono invece ingaggiati rispettivamente il 1º settembre e il 27 ottobre seguenti.
Per le audizioni dei ragazzi furono utilizzate scene dal primo episodio e dal film Stand by Me - Ricordo di un'estate; i quattro protagonisti più piccoli della serie, tutti tra gli undici e i dodici anni, furono selezionati sotto la guida della direttrice del casting Carmen Cuba, tra 906 bambini e 307 bambine. I Duffer dissero di aver convinto Millie Bobby Brown, e i suoi genitori, a radersi i capelli anche facendole vedere un'immagine di Charlize Theron da Mad Max: Fury Road. Alla ragazza fu spiegato di prendere come riferimento il film E.T. per il rapporto che avrebbe dovuto costruire con il personaggio di Finn Wolfhard all'inizio della serie.
Gaten Matarazzo, la cui voce al termine della produzione della prima stagione era cambiata così tanto da venire escluso dalla registrazione di dialoghi aggiuntivi, e Caleb McLaughlin si erano in precedenza conosciuti lavorando a Broadway, ma non avevano recitato insieme, mentre Winona Ryder e Matthew Modine in precedenza erano apparsi insieme nel video musicale di Roy Orbison A Love So Beautiful. Ryder, che era stata la prima scelta per la parte di Joyce, sul set chiese un'acconciatura simile a quella di Meryl Streep in Silkwood, mentre per gli ultimi episodi della prima stagione fu Caleb McLaughlin a chiedere di indossare una bandana mimetica.
Il 14 ottobre 2016 fu annunciato che Joe Keery e Noah Schnapp, interpreti rispettivamente di Steve Harrington e Will, erano stati promossi al cast principale della serie in vista della produzione della seconda stagione; nella stessa data venne riportato l'ingresso nel cast di Sadie Sink e Dacre Montgomery, per i ruoli dei nuovi personaggi di Max e Billy. Il seguente 7 novembre furono ingaggiati anche Sean Astin, Paul Reiser e Linnea Berthelsen, interpreti di Bob Newby, del dottor Owens e di Roman, mentre il 18 novembre si unì al cast ricorrente anche Brett Gelman, per il ruolo di Murray Bauman.

### Location e riprese
Anche se ambientata in Indiana, la prima stagione venne filmata nei dintorni di Jackson, in Georgia, dal mese di novembre 2015 al mese di marzo 2016. Sede delle riprese furono anche Atlanta, Stockbridge, Douglasville, Palmetto e il campus dell'Università Emory.
In origine gli autori avevano intenzione di girare e ambientare la serie a Montauk, nella costa meridionale di Long Island, pensando di ricreare un'ambientazione simile a quella dell'Isola di Amity di Lo squalo, spostandosi poi in Georgia per esigenze di produzione. La città di Hawkins in cui si svolge la storia non è invece legata a un luogo particolare, ma è pensata per rappresentare una generica cittadina statunitense. Mediamente furono necessari undici giorni di ripresa per episodio, un tempo un po' superiore a quello usualmente impiegato per un tipico episodio di una serie televisiva. L'abitudine di Netflix di pubblicare tutti gli episodi insieme consentì ai produttori di spendere più tempo per perfezionarli, potendo ricontrollare e modificare, a produzione quasi ultimata, anche quelli girati nelle prime settimane, consegnando infine l'opera completa per la data prevista.
Fu usata una camera della Red Digital Cinema Camera Company con sensore Red Dragon durante la prima stagione e con sensore Red Helium durante la seconda, aggiungendo un apposito filtro film grain (grana pellicola) per dare un effetto vintage che richiamasse le pellicole degli anni ottanta. L'obiettivo degli autori infatti era far sembrare che la serie fosse stata girata proprio in quegli anni e fosse rimasta inedita fino al presente. Anche il rapporto d'aspetto è un poco comune 2:1, che aggiunge un effetto letterbox contribuendo a trasmettere allo spettatore la sensazione di stare guardando qualcosa di molto diverso dal solito.
Tra le riprese più impegnative della prima stagione ambientate nel laboratorio, Millie Bobby Brown venne fatta immergere in una vasca da immersione, indossando un casco della Sea Trek pensato per immersioni a bassa profondità, dal peso di circa 30 kg fuori dall'acqua e quasi 7 kg una volta immerso. Nella vasca, i registi comunicavano con lei attraverso un auricolare radio; per farla galleggiare, al suo interno fu versata più di mezza tonnellata di solfato di magnesio. Per dispiegare le luci natalizie in casa Byers, per le scene in cui Joyce prova a comunicare con il figlio, furono necessarie circa due settimane. Più che agli effetti visivi, per il Sottosopra si fece affidamento sulla temperatura di colore delle telecamere: a 2200 K l'ambientazione acquisiva l'effetto bluastro desiderato.

### Effetti speciali e visivi
Per riprodurre le creature mostruose della serie fu usata una combinazione di protesi, animatronica e CGI, non affidandosi quindi solo alle immagini generate al computer; gli effetti sono curati dalla Spectral Motion, che aveva già lavorato a vari film di Guillermo del Toro.
I mostri furono concepiti dai Duffer con l'aiuto del concept artist Aaron Sims, traendo ispirazione dai lavori di Hans Ruedi Giger, Clive Barker, Guillermo del Toro e Masahiro Ito; la coppia di autori descrisse i personaggi come «mostri senza volto, con lunghe braccia e una testa che si apre come un fiore disgustoso quando è ora di mangiare», paragonandoli agli squali di Lo squalo per diversi aspetti, tra cui il modo con cui sconfinano dalla propria dimensione e seguono le prede attratti dal sangue. La dimensione alternativa, il Sottosopra, fu pensata come un'ombra oscura del mondo normale, prendendo a riferimento il videogioco Silent Hill e, per la visuale, il film Alien.
Per le scene innevate presenti nel finale della prima stagione furono necessarie venti tonnellate di ghiaccio importate dalla Florida.

### Sigla
La sigla, realizzata da Imaginary Forces, si ispira ai lavori di Richard Greenberg, disegnatore delle grafiche dei titoli di testa per vari film classici, tra cui Alien, Stati di allucinazione, Superman e I Goonies. Greenberg è infatti noto per l'uso delle lettere che compongono il titolo di un film per creare ipnotiche combinazioni di movimenti, colori e ombre. In particolare, si scelse di ricalcare lo stile dei titoli delle copertine dei libri di Stephen King, aggiungendo dopo la sigla anche titoli di "capitoli" in ogni episodio proprio per dare la sensazione allo spettatore di visionare un'opera letteraria del noto scrittore.
Le lettere del titolo e la loro dissolvenza ricordano in particolare la copertina originale di Cose preziose e i titoli di testa di La zona morta. Il logo della sequenza iniziale, in un articolo del Telegraph definita «un'ode alla tipografia», usa una versione modificata del font con grazie ITC Benguiat (dal nome dell'ideatore Ed Benguiat che lo concepì nel 1978), mentre per i nomi degli attori è usato il font senza grazie ITC Avant Garde, entrambi prodotti dalla International Typeface Corporation. L'estremo primo piano sulle lettere rosso incandescente del titolo contribuisce al tentativo di sollecitare emozioni nello spettatore, provocando disagio o paura.

## Colonna sonora
La colonna sonora originale di Stranger Things è stata composta da Michael Stein e Kyle Dixon della band elettronica Survive. Essa fa ampio uso di sintetizzatori in omaggio agli artisti e compositori delle colonne sonore dei film degli anni ottanta tra cui Jean-Michel Jarre, Tangerine Dream, Vangelis, Goblin, John Carpenter, Giorgio Moroder e Fabio Frizzi.
Secondo Stein e Dixon, i fratelli Duffer erano stati fan della musica dei Survive e avevano usato la loro canzone Dirge per il finto trailer usato per vendere la serie a Netflix. I fratelli Duffer hanno scoperto la band grazie al film The Guest del 2014, nel quale i Survive comparirono nella colonna sonora. Una volta che alla serie venne dato semaforo verde, i fratelli Duffer hanno contattato i Survive nel luglio 2015 per chiedere se stavano ancora facendo musica; i due hanno fornito al team di produzione dozzine di brani del passato della loro band. Una volta a bordo, i due hanno lavorato con i produttori per selezionare parte della loro musica più vecchia da rielaborare per la serie, mentre sviluppavano nuova musica, principalmente come temi dei personaggi. I due erano stati assunti prima del processo di casting, quindi i loro nastri demo erano suonati sopra alle audizioni degli attori, aiutando nella selezione del cast. Il tema della serie si basa su un'opera inutilizzata composta da Stein molto prima, che è finita nella biblioteca del lavoro che condividevano con lo staff di produzione, il quale pensava che con qualche rielaborazione sarebbe stato utile per i titoli di coda.
In aggiunta alla musica originale, Stranger Things offre musica d'epoca di diversi artisti tra cui The Clash, Joy Division, Toto, New Order, The Bangles, Foreigner, Madonna, Echo and the Bunnymen, Peter Gabriel, Corey Hart, Cyndi Lauper e Kate Bush. In particolare, svolge un ruolo significativo la canzone Should I Stay or Should I Go dei Clash, appositamente scelta per essere suonata nei momenti cardine della storia, come quando Will sta cercando di comunicare con Joyce dal Sottosopra per quanto riguarda la prima stagione; lo stesso si può dire per Running Up That Hill di Kate Bush, importante anche ai fini della trama nella quarta stagione.

## Promozione e distribuzione
Il 18 maggio 2016 furono svelate le prime immagini tratte dalla serie. Il primo poster e il primo trailer vennero invece diffusi il 9 giugno 2016; la locandina includeva lo stesso logo della serie utilizzato nella sigla e una scena notturna che vede Mike, Dustin e Lucas in bicicletta sopraggiungere nei pressi di una quarta bicicletta abbandonata a terra in una semi-isolata area boschiva. Il seguente 30 giugno fu pubblicato un secondo video promozionale e un nuovo poster. Il logo presente nell'immagine promozionale stavolta è accompagnato da una scena fumettistica in cui compaiono di nuovo Mike, Dustin e Lucas in bicicletta sovrastati da "Undici" intenta a usare i suoi poteri telecinetici distendendo la mano di fronte a sé; a fare da cornice circolare alla ragazza sono inoltre presenti Jonathan con in mano la sua macchina fotografica, Nancy con in mano una mazza da baseball, Joyce, Will e Hopper. Sullo sfondo un cielo stellato e da un lato una parete adornata da luci natalizie con incise delle lettere; in basso si nota anche un'area recintata da un'alta rete con davanti un uomo completamente coperto da una tuta protettiva.
Il 14 luglio 2016 vennero diffusi i primi otto minuti della serie. Il giorno seguente, come era stato annunciato il precedente 17 gennaio, vennero pubblicati tutti gli otto episodi che compongono la prima stagione. Dopo la distribuzione della prima stagione online fu pubblicato un video a 360 gradi per dispositivi in grado di visualizzare la realtà virtuale, il primo del genere pubblicato da Netflix, il quale propone di assumere i panni del personaggio Joyce Byers mentre tenta di comunicare con il figlio nella propria casa.
Il 31 agosto 2016 la serie venne rinnovata per una seconda stagione di nove episodi, interamente pubblicata il 27 ottobre 2017, in prossimità di Halloween. Un primo video promozionale era stato trasmesso il 5 febbraio 2017 durante il Super Bowl LI; il breve teaser, dopo l'inizio con un vecchio spot televisivo dei waffle Eggo, include una scena con i ragazzi protagonisti in costume da ghostbusters e un'altra che richiama Incontri ravvicinati del terzo tipo. Il 22 luglio 2017 alla serie era stato dedicato un panel al Comic-Con di San Diego con la presenza dei fratelli Duffer e del cast principale, durante il quale è stato mostrato un primo trailer della seconda stagione; per l'occasione vennero anche esposti vari costumi e oggetti di scena e ai visitatori fu data l'occasione di vivere un'esperienza di realtà virtuale ambientata nella casa di Will interagendo con il "Sottosopra".
Il 27 ottobre 2017, insieme alla seconda stagione venne pubblicato anche un aftershow dedicato alla serie sul modello di altri programmi del genere prodotti dalle reti via cavo statunitensi per alcune serie di punta. Intitolato Beyond Stranger Things e condotto da Jim Rash, è un talk show in cui i membri del cast commentano gli sviluppi della trama e raccontano storie dal dietro le quinte.
La produzione di una terza stagione, dopo essere stata informalmente confermata da Matt Duffer in un'intervista già nell'agosto 2017, è stata annunciata il 1º dicembre 2017. Il 1º gennaio 2019 è stata annunciata, con un teaser pubblicato da Netflix su YouTube, la data di uscita della terza stagione: il 4 luglio 2019.
In Italia, il lancio della terza stagione è stato seguito da un'importante iniziativa di marketing trans-mediale e virale, identificata dall'hashtag #Stranger80s e dagli headline «Gli anni 80 stanno per tornare» e «Tornano gli anni 80 e succedono cose strane», che ha visto il 3 luglio 2019 la piattaforma di streaming Netflix promuovere la serie sull'emittente generalista Italia 1, il cui palinsesto durante l'intera giornata è stato coerentemente dedicato agli anni ottanta attraverso la trasmissione di diversi classici cinematografici dell'epoca, quali Breakfast Club, I Goonies e E.T. l'extra-terrestre, intervallati da numerosi spot televisivi riguardanti l'inizio della terza stagione di Stranger Things e video virali come quelli con protagonista Uan, il pupazzo testimonial del programma televisivo Bim Bum Bam.
Nonostante Netflix non pubblichi numeri sull'audience, i dati raccolti da Nielsen e divulgati da Business Insider giustificano l'attenzione dei media e del marketing dei grandi marchi internazionali. Nelle settimane immediatamente precedenti l'inizio della terza stagione si sono susseguite campagne pubblicitarie ambientate nel college e nella cittadina di Hawkins o nel mondo parallelo del Sottosopra. Gli spot hanno coinvolto numerose aziende come Nike, Burger King, Coca Cola e Ikea creando un battage pubblicitario capillare e dinamico.
Il 30 settembre 2019 Netflix ufficializza il rinnovo per una quarta stagione della serie. Il 14 febbraio 2020 viene distribuito il primo teaser, che mostra Hopper ancora vivo. Il 6 maggio 2021 viene pubblicato il secondo teaser che annuncia il ritorno del personaggio di Martin Brenner. Il terzo teaser viene pubblicato il 25 settembre dello stesso anno e mostra alcuni dei protagonisti che esplorano una vecchia casa abbandonata. L'ultimo teaser è stato diffuso il 6 novembre, giorno dello Stranger Things Day, e ritraeva Undici ambientarsi nella sua nuova casa tra amici e famiglia. Sempre nello stesso giorno Netflix ha pubblicato un ulteriore teaser che rivelava i titoli dei nuovi episodi, confermando che in questa stagione sarebbero stati nove. Le riprese, iniziate a febbraio 2020, si sono fermate a causa dell'emergenza sanitaria per la pandemia di COVID-19 e sono state ultimate nella seconda parte del 2021. La pubblicazione della quarta stagione è stata suddivisa in due parti: i primi sette episodi sono stati distribuiti il 27 maggio e gli ultimi due il 1º luglio 2022.
Nel febbraio 2022, pochi mesi prima della distribuzione della quarta stagione, viene confermata la produzione di una quinta e ultima stagione per la serie, prevista per il 2025 e le cui riprese sono iniziate nel gennaio del 2024 e terminate nel dicembre dello stesso anno.
Il 1º giugno 2025 vengono rese note le date d’uscita della stagione finale: il primo volume (composto dai primi 4 episodi) con uscita il 27 novembre , il secondo volume (composto da episodio cinque, sei e sette) con uscita il 26 dicembre 2025 e il finale (l’ultimo episodio) con uscita 1º gennaio 2026. Oltre alle date d’uscita viene rilasciato anche un piccolo teaser.

## Accoglienza

### Critica
(Commento di Frank Pallotta della CNN)
La prima stagione venne accolta positivamente dalla critica. Sull'aggregatore di recensioni Rotten Tomatoes registra un indice di gradimento del 97%, con un voto medio di 8,20 su 10 basato su 92 recensioni e un giudizio riassuntivo che recita: «Emozionante, straziante, e talvolta spaventosa, Stranger Things è un appassionante omaggio ai film di Spielberg e alla televisione vintage degli anni ottanta». Su Metacritic registra invece un punteggio di 76 su 100 basato su 34 recensioni, indicando "recensioni generalmente favorevoli".
Secondo Mary McNamara del Los Angeles Times è una celebrazione della nostalgia verso il periodo in cui è ambientata, che riesce a onorare le opere alle quali si ispira raccontando una storia paurosa e dolce allo stesso tempo. La critica apprezzò particolarmente le interpretazioni del cast, in particolare dei più piccoli. Anche Daniel D'Addario del Time parlò di «nostalgia che funziona», che risulta «calda e accogliente» grazie alla profonda predilezione verso le opere su cui si basa. Per Maureen Ryan di Variety richiama Stand by Me e X-Files, risultando nel complesso come un lungo omaggio alle opere di Steven Spielberg, in particolar modo E.T. Come le opere di Spielberg, la serie fa infatti uso di consolidate convenzioni del genere fantascientifico per esplorare ansie in cui è facile identificarsi, dai timori dei genitori nel veder crescere i figli alle paure che si celano tra amici anche di lunga data sul fatto che potrebbero non conoscersi affatto, le quali fanno da cornice all'aspetto più magico: l'inaspettato legame che si sviluppa tra i bambini e la strana visitatrice dall'aspetto intimidatorio ma che cela misteri potenzialmente meravigliosi. Secondo la Ryan, Winona Ryder riuscì inoltre a far risultare paurose e commoventi scene che avrebbero potuto facilmente diventare ridicole e frutto di cliché, mentre il successo della serie risiede anche nel «misto di innocenza, cameratismo, sarcasmo e paura» trasmesso dai ragazzi e in particolare alla «perfetta» interpretazione di Millie Bobby Brown.
Per Jen Chaney di Vulture è in grado di ricordare allo spettatore come l'infanzia può facilmente terminare in un istante e come i propri riferimenti nella pop culture possono aiutare, molto tempo dopo, a ritrovarla. Per Chaney gli autori riuscirono a ottenere un buon bilanciamento tra l'aspetto metacinematografico e il tentativo di produrre un nuovo esempio di paranoico, magico e spaventoso realismo degno di essere affiancato alle opere di Spielberg, Stephen King, John Carpenter e Wes Craven. Altri critici come Hank Stuever e Chuck Bowen fecero invece notare la presenza di buchi narrativi e come ai contesti famigliari rappresentati sia stata data poca profondità e originalità.
Più di un commentatore la descrisse come se fosse un film scritto da Stephen King, diretto da Steven Spielberg e musicato da John Carpenter. Lo stesso Stephen King ebbe occasione di paragonarla al meglio delle sue opere, giudicandola su Twitter come «puro divertimento», un'opera da "A+" (massimo voto scolastico) e da non perdere, in cui «Winona Ryder eccelle».
Anche la seconda stagione venne accolta positivamente dalla critica. Maureen Ryan di Variety lamentò come la prima parte della stagione sia dotata di un ritmo più lento, tuttavia grazie alla qualità del cast e allo sviluppo della trama più deciso negli episodi seguenti ritorna avvincente quanto la prima stagione. Kelly Lawler di USA Today sottolineò come la trama sia più trascinata dai personaggi, apprezzando come a personaggi meno centrali nella prima stagione sia stato dato più spazio con ottimi risultati; per la critica la serie continua a fare buon uso di un cast multi-generazionale di talento e un'intrigante mitologia. Matt Webb Mitovich di TVLine la paragonò a L'Impero colpisce ancora sia per il risultare un sequel in cui "la posta in gioco è più alta per un gruppo di improbabili eroi", sia per il viaggio intrapreso autonomamente da Undici raffrontabile a quello di Luke Skywalker nel film della saga di Guerre stellari. Per Rob Sheffield di Rolling Stone è una vera opera horror, più oscura della prima stagione ma con la stessa grande forza emotiva; anche secondo Allison Keene di Collider riesce a ben ripagare le attese. Rotten Tomatoes ne registra un indice di gradimento del 94%, con un voto medio di 7,80 su 10 basato su 150 recensioni e il seguente giudizio complessivo: «La lenta nel svilupparsi seconda stagione di Stranger Things bilancia momenti di humor e una dolcezza nostalgica contro un crescente horror risultando ancora più efficace grazie ai corposi personaggi e al tono suggestivo». Su Metacritic registra un punteggio di 78 su 100 basato su 33 recensioni.
La terza stagione registra un lieve calo di apprezzamento critico: Rotten Tomatoes riporta un indice di gradimento del 89% basato su 141 recensioni da parte di critici professionisti, con un voto medio di 7,90 su 10. Su Metacritic, la terza stagione ha un punteggio di 72 su 100, basato su 28 recensioni.
La quarta stagione, invece, riporta su Rotten Tomatoes un indice di gradimento dell'86% basato su 180 recensioni da parte di critici professionisti, con un voto medio di 7,80 su 10. Su Metacritic, la stagione ha un punteggio di 69 su 100, basato su 29 recensioni.

### Reazioni del pubblico
Netflix non offre dati sul numero di visioni generate dai prodotti presenti sulla sua piattaforma, tuttavia la popolarità guadagnata dall'opera nelle settimane seguenti l'esordio, in particolare sui social network, fu sottolineata da diverse testate. Venne ad esempio segnalato come abbia rapidamente ispirato saggi sull'amicizia d'infanzia, sulla rappresentazione delle donne nella serie e sul potere della nostalgia, oltre che la produzione di vari meme e un generatore di immagini GIF ispirato alla scena in cui Will comunica con la madre usando le luci natalizie. Un particolare riscontro venne conseguito dal personaggio di Barbara Holland, chiamato nella serie anche semplicemente "Barb" e interpretata dall'assoluta esordiente Shannon Purser: definita da un articolo del Financial Times come un'«improbabile nuova icona di stile», Barb fu oggetto di diversi omaggi e vide vari utenti della rete paragonare a lei il proprio aspetto degli anni ottanta.
La casa indipendente Infamous Quests nel mese di agosto 2016 omaggiò la serie pubblicando un omonimo videogioco gratuito di avventura "punta e clicca" per PC dalla grafica rétro, mentre nel mese di ottobre 2016 divenne virale il corto animato A Stranger Things Christmas, ideato da Leigh Lahav e Oren Mendez, che propone un seguito al finale della prima stagione ispirato ai Peanuts.
Primi cosplay dedicati ai protagonisti della serie erano già stati avvistati al Comic-Con di San Diego di fine luglio 2016; costumi a tema Stranger Things registrarono poi una certa popolarità in occasione del seguente Halloween, e dell'anno successivo.
A inizio novembre 2017, poco dopo la pubblicazione della seconda stagione, la Nielsen stimò un'audience di 15,8 milioni di telespettatori statunitensi per il primo episodio nei primi tre giorni di distribuzione, di cui circa 361 000 avevano visto tutti i nove episodi nelle prime 24 ore; Parrot Analytics la indicò invece come la serie statunitense più popolare.

## Controversie
Il 18 aprile 2019 i fratelli Duffer sono stati chiamati in giudizio dal giudice Michael Stern della Corte Superiore di Los Angeles. I due registi sono stati accusati in precedenza dal regista Charlie Kessler, che li ha denunciati per plagio per aver copiato una sua idea relativa alla serie TV. Nel 2012 Kessler girò un cortometraggio dal titolo Montauk con una storia analoga a quella di Stranger Things: un bambino viene rapito vicino a una base militare; come nella serie, anche qui vi è un mostro proveniente da un'altra dimensione. Nel 2014 Kessler mostrò ai fratelli Duffer la sceneggiatura di un suo progetto, The Montauk Project, che traeva ispirazione dal suo cortometraggio, oltre ad altri elementi sulla sua idea.
In seguito alla respinta della richiesta di archiviazione del processo da parte del giudice Stern, i due creatori di Stranger Things avrebbero dovuto presentarsi in aula il 7 maggio 2019 per difendersi dall'accusa di plagio. Tuttavia, il 5 maggio 2019 Kessler ha rilasciato un comunicato in cui ha riconosciuto come i Duffer abbiano concepito l'idea in modo indipendente, ritirando così le accuse.

## Riconoscimenti
- Golden Globe
  - 2017 - Candidatura alla miglior serie drammatica[99]
  - 2017 - Candidatura alla miglior attrice in una serie drammatica a Winona Ryder[99]
  - 2018 - Candidatura alla miglior serie drammatica[100]
  - 2018 - Candidatura al miglior attore non protagonista in una serie, mini-serie o film per la televisione a David Harbour[100]
- ACE Eddie Awards
  - 2017 - candidatura al miglior montaggio per una serie di un'ora non commerciale a Dean Zimmerman per l'episodio Capitolo primo - La scomparsa di Will Byers[101]
  - 2017 - candidatura al miglior montaggio per una serie di un'ora non commerciale a Kevin D. Ross per l'episodio Capitolo sette - La vasca da bagno[101]
- Bram Stoker Awards
  - 2016 - Candidatura alla miglior sceneggiatura per l'episodio Capitolo primo - La scomparsa di Will Byers a Matt e Ross Duffer[102]
  - 2016 - Candidatura alla miglior sceneggiatura per l'episodio Capitolo otto - Il Sottosopra a Matt e Ross Duffer[102]
- Critics' Choice Awards
  - 2016 - Candidatura alla miglior serie televisiva drammatica[103]
  - 2016 - Candidatura alla miglior serie meritevole di binge watching[103]
- Grammy Award
  - 2017 - Candidatura alla miglior composizione di colonna sonora per arti visive per la colonna sonora della prima stagione (Stranger Things Volume 1 e Stranger Things Volume 2)[104]
- Premio Emmy
  - 2017 - Miglior casting per una serie drammatica a Carmen Cuba, Tara Feldstein Bennett e Chase Pari[105]
  - 2017 - Miglior tema musicale originale di una sigla a Michael Stein e Kyle Dixon[105]
  - 2017 - Miglior design di una sigla a Michelle Dougherty, Peter Frankfurt, Arisu Kashiwagi e Eric Demeusy[105]
  - 2017 - Miglior montaggio video per una serie drammatica single-camera Dean Zimmerman, per l'episodio Capitolo primo - La scomparsa di Will Byers[105]
  - 2017 - Miglior montaggio audio per una serie televisiva a Bradley North, Craig Henighan, Jordan Wilby, Jonathan Golodner, Tiffany S. Griffth, Sam Munoz, David Klotz, Noel Vought e Ginger Geary, per l'episodio Capitolo otto - Il Sottosopra[105]
  - 2017 - Candidatura alla miglior serie drammatica[105]
  - 2017 - Candidatura al miglior attore non protagonista in una serie drammatica a David Harbour[105]
  - 2017 - Candidatura alla miglior attrice non protagonista in una serie drammatica a Millie Bobby Brown[105]
  - 2017 - Candidatura alla miglior attrice guest star in una serie drammatica a Shannon Purser, per l'episodio Capitolo tre - Luci natalizie[105]
  - 2017 - Candidatura alla miglior regia per una serie drammatica a Matt e Ross Duffer, per l'episodio Capitolo primo - La scomparsa di Will Byers[105]
  - 2017 - Candidatura alla miglior sceneggiatura per una serie drammatica a Matt e Ross Duffer, per l'episodio Capitolo primo - La scomparsa di Will Byers[105]
  - 2017 - Candidatura alle migliori acconciature per una serie single-camera a Sarah Hindsgaul ed Evelyn Roach, per l'episodio Capitolo due - La stramba di Maple Street[105]
  - 2017 - Candidatura alla miglior supervisione musicale a Nora Felder, per l'episodio Capitolo due - La stramba di Maple Street[105]
  - 2017 - Candidatura alla miglior fotografia per una serie single-camera con episodi di oltre 30 minuti a Tim Ives, per l'episodio Capitolo otto - Il Sottosopra[105]
  - 2017 - Candidatura al miglior montaggio video per una serie drammatica single-camera Kevin D. Ross, per l'episodio Capitolo sette - La vasca da bagno[105]
  - 2017 - Candidatura al miglior missaggio per una serie commedia o drammatica con episodi di oltre 30 minuti a Joe Barnett, Adam Jenkins, Chris Durfy e Bill Higley, per l'episodio Capitolo otto - Il Sottosopra[105]
  - 2017 - Candidatura alla miglior scenografia per una serie in costume a Chris Trujillo (scenografo), William Davis (direttore artistico) e Jess Royal (decoratrice di set), per l'episodio Capitolo primo - La scomparsa di Will Byers[105]
  - 2017 - Candidatura al miglior trucco per una serie single-camera (non prostetico) a Myke Michaels e Teresa Vest, per l'episodio Capitolo sei - Il mostro[105]
  - 2017 - Candidatura come miglior realizzazione creativa nell'interattività multimediale per un programma scritturato per il video Stranger Things - Virtual Reality / 360 Experience[105]
  - 2018 - Miglior montaggio audio per una serie televisiva con episodi di oltre 30 minuti a Brad North, Craig Henighan, Tiffany S. Griffith, Jordan Wilby, David Werntz, Antony Zeller David Klotz, Zane D. Bruce e Lindsay Pepper[106]
  - 2018 - Candidatura alla miglior serie drammatica[106]
  - 2018 - Candidatura al miglior attore non protagonista in una serie drammatica a David Harbour[106]
  - 2018 - Candidatura alla miglior attrice non protagonista in una serie drammatica a Millie Bobby Brown[106]
  - 2018 - Candidatura alla miglior regia per una serie drammatica a Matt e Ross Duffer, per l'episodio Capitolo Nove: La porta[106]
  - 2018 - Candidatura alla miglior sceneggiatura per una serie drammatica a Matt e Ross Duffer, per l'episodio Capitolo Nove: La porta[106]
  - 2018 - Candidatura al miglior casting per una serie drammatica a Carmen Cuba, Tara Feldstein Bennett e Chase Pari[106]
  - 2018 - Candidatura alla miglior fotografia per una serie single-camera con episodi di oltre 30 minuti a Tim Ives, per l'episodio Capitolo Uno: Mad Max[106]
  - 2018 - Candidatura al miglior montaggio video per una serie drammatica single-camera Kevin D. Ross, per l'episodio Capitolo Nove: La porta[106]
  - 2018 - Candidatura per i miglior effetti speciali a Paul Graff, Christina Graff, Michael Maher, Fred Raimondi, Seth Hill, Joel Sevilla, Alex Young, Steven Michael Dinozzi, Caius Man, per l'episodio Capitolo Nove: La porta[106]
  - 2018 - Candidatura al miglior missaggio per una serie commedia o drammatica con episodi di oltre 30 minuti a Joe Barnett, Adam Jenkins, Chris Durfy e Bill Higley[106]
  - 2018 - Candidatura alla miglior supervisione musicale a Nora Felder, per l'episodio Capitolo due: Dolcetto o scherzetto, matto[106]
  - 2020 - Miglior montaggio audio per una serie televisiva con episodi di oltre 30 minuti a Craig Henighan, Will Files, Ryan Cole, Kerry Dean Williams, Angelo Palazzo, Katie Halliday, David Klotz e Steve Baine[107]
  - 2020 - Candidatura alla miglior serie drammatica[107]
  - 2020 - Candidatura al miglior montaggio video per una serie drammatica single-camera Dean Zimmerman e Katheryn Naranjo, per l'episodio Capitolo otto: La battaglia di Starcourt[107]
  - 2020 - Candidatura ai migliori stunt per una serie drammatica, miniserie o film per la televisione a Hiro Koda[107]
  - 2020 - Candidatura alla miglior supervisione musicale a Nora Felder, per l'episodio Capitolo tre: Il caso della bagnina scomparsa[107]
  - 2020 - Candidatura per i miglior effetti speciali a Paul Graff, Gayle Busby, Thomas F. Ford IV, Mike Maher, Martin Pelletier, Berter Orpak, Yvon Jardel, Nathan Arbuckle, Caius Man per l'episodio Capitolo otto: La battaglia di Starcourt[107]
  - 2020 - Candidatura al miglior missaggio per una serie commedia o drammatica con episodi di oltre 30 minuti a Michael Rayle, Mark Paterson, Will Files e Craig Henighan per l'episodio Capitolo otto: La battaglia di Starcourt[107]
- Screen Actors Guild Award
  - 2017 - Miglior cast in una serie drammatica a Millie Bobby Brown, Cara Buono, Joe Chrest, Natalia Dyer, David Harbour, Charlie Heaton, Joe Keery, Gaten Matarazzo, Caleb McLaughlin, Matthew Modine, Rob Morgan, John Paul Reynolds, Winona Ryder, Noah Schnapp, Mark Steger, Finn Wolfhard[108][109]
  - 2017 - Candidatura alla miglior attrice in una serie drammatica a Winona Ryder[108][109]
  - 2017 - Candidatura alla miglior attrice in una serie drammatica a Millie Bobby Brown[108][109]
  - 2018 - Candidatura al miglior cast in una serie drammatica a Sean Astin, Millie Bobby Brown, Cara Buono, Joe Chrest, Catherine Curtin, Natalia Dyer, David Harbour, Charlie Heaton, Joe Keery, Gaten Matarazzo, Caleb McLaughlin, Dacre Montgomery, Paul Reiser, Winona Ryder, Noah Schnapp, Sadie Sink e Finn Wolfhard[110]
  - 2018 - Candidatura alla miglior attrice in una serie drammatica a Millie Bobby Brown[110]
  - 2018 - Candidatura al miglior attore in una serie drammatica a David Harbour[110]
  - 2018 - Candidatura alle miglior controfigure televisive[110]
  - 2020 - Candidatura al miglior cast in una serie drammatica a Millie Bobby Brown, Cara Buono, Jake Busey, Natalia Dyer, Cary Elwes, Priah Ferguson, Brett Gelman, David Harbour, Maya Hawke, Charlie Heaton, Andrey Ivchenko, Joe Keery, Gaten Matarazzo, Caleb McLaughlin, Dacre Montgomery, Michael Park, Fransca Reale, Winona Ryder, Noah Schnapp, Sadie Sink e Finn Wolfhard[111]
  - 2020 - Candidatura al miglior attore in una serie drammatica a David Harbour[111]
  - 2020 - Candidatura alle miglior controfigure televisive[111]

American Film Institute Awards
In occasione degli AFI Awards 2016, annunciati l'8 dicembre 2016 e celebrati il seguente 7 gennaio, l'American Film Institute inserì Stranger Things tra i dieci programmi televisivi dell'anno.
Art Directors Guild Awards
L'11 febbraio 2017, alla 21ª edizione degli Art Directors Guild Awards, premi che si prefiggono di riconoscere le eccellenze nelle produzioni di scenografie, lo scenografo Chris Trujillo venne candidato nella categoria riservata alle serie televisive in costume o fantasy di un'ora girate in modalità single-camera, per gli episodi Capitolo primo - La scomparsa di Will Byers, Capitolo tre - Luci natalizie e Capitolo otto - Il Sottosopra.
British Academy Television Awards
Il 14 maggio 2017, ai British Academy Television Awards, Stranger Things venne candidata come miglior programma televisivo internazionale.
CAS Awards
Il 18 febbraio 2017, alla 53ª edizione dei CAS Awards, assegnati dalla Cinema Audio Society, Chris Durfy, Joe Barnett, Adam Jenkins, Judah Getz e John Guentner furono candidati nella categoria miglior serie TV di un'ora grazie all'episodio Capitolo sette - La vasca da bagno.
Costume Designers Guild Awards
Alla 19ª edizione dei Costume Designers Guild Awards, celebrati il 21 febbraio 2017, le costumiste Kimberly Adams e Malgosia Turzanska risultarono candidate nella categoria miglior serie televisiva in costume.
DGA Awards
Il 4 febbraio 2017, alla 69ª edizione dei DGA Awards, assegnati annualmente dalla Directors Guild of America, Matt e Ross Duffer, insieme alla squadra di regia composta da Timothy Lonsdale, Richard Denault, Maria Battle Campbell, Kristina M. Peterson, Simeon Jones e Franchesca Winters, vennero candidati nella categoria riservata alle serie televisive drammatiche per l'episodio Capitolo primo - La scomparsa di Will Byers.
Golden Reel Awards
Il 19 febbraio 2017, alla 64ª edizione dei Golden Reel Awards, assegnati dalla Motion Picture Sound Editors, David Klotz vinse il premio al miglior montaggio sonoro per programmi televisivi dalla durata fino a 75 minuti nella sottocategoria colonna sonora; mentre Jacob McNaughton
Il 19 febbraio 2017, alla 64ª edizione dei Golden Reel Awards, assegnati dalla Motion Picture Sound Editors per i migliori montaggi sonori, David Klotz vinse il premio alla miglior colonna sonora per programmi TV di breve durata grazie all'episodio Capitolo tre - Luci natalizie, mentre Bradley North, Jacob McNaughton, Noel Vought, Craig Henighan, Jordan Wilby e Jonathan Golodner risultarono candidati in nella categoria per gli effetti sonori per programmi TV di breve durata grazie all'episodio Capitolo otto - Il Sottosopra.
Hollywood Music in Media Awards
Nel mese di novembre 2016, alla 7ª edizione degli Hollywood Music in Media Awards, Nora Felder vinse il premio per la miglior supervisione musicale per una serie televisiva. Alla stessa edizione Kyle Dixon e Michael Stein erano stati candidati entrambi nelle categorie miglior sigla per una serie televisiva o digitale e miglior colonna sonora per una serie o miniserie televisiva.
Hugo Awards
Agli Hugo Awards 2017, celebrati l'11 agosto 2017, Matt e Ross Duffer furono candidati al premio Hugo per la miglior rappresentazione drammatica, forma lunga.
Location Managers Guild Awards
Alla 4ª edizione dei Location Managers Guild Awards, celebrati l'8 aprile 2017, Tony Holley fu candidato nella categoria per le migliori location in una serie televisiva in costume.
Make-Up Artists and Hair Stylists Guild Awards
Il 19 febbraio 2017, ai Make-Up Artists and Hair Stylists Guild Awards, le truccatrici Amy L. Forsythe e Samantha Smith vennero candidate nella categoria dedicata al miglior trucco per personaggi di una serie televisiva in costume, mentre Sarah Hindsgaul e Evelyn Roach sono candidate nella categoria miglior acconciature per personaggi di una serie televisiva in costume.
MTV Movie & TV Awards
Agli MTV Movie & TV Awards 2017, celebrati il 7 maggio dello stesso anno, Stranger Things vinse il premio serie televisiva dell'anno, mentre Millie Bobby Brown vinse il premio al miglior attore in una serie televisiva; Millie Bobby Brown era candidata anche nella categoria miglior eroe, e il Demogorgone come miglior cattivo.
National Television Awards
Il 25 gennaio 2017, ai National Television Awards Stranger Things fu candidata come miglior serie televisiva in costume.
Peabody Awards
Ai Peabody Awards per l'anno 2016, annunciati il 12 aprile 2017 e celebrati il seguente 20 maggio in una serata di gala, la serie venne candidata come miglior programma d'intrattenimento.
People's Choice Awards
Il 18 gennaio 2017, alla 43ª cerimonia dei People's Choice Awards, la serie risultò candidata nelle categorie serie TV preferita e serie TV sci-fi/fantasy "premium" preferita, mentre Millie Bobby Brown fu candidata come attrice preferita in una serie TV sci-fi/fantasy.
Producers Guild Awards
Il 28 gennaio 2017, alla 28ª cerimonia dei Producers Guild Awards, i produttori Matt Duffer, Ross Duffer, Shawn Levy, Dan Cohen e Iain Paterson vinsero il premio Norman Felton per il miglior produttore di televisione episodica drammatica.
Satellite Awards
Il 19 febbraio 2017, alla 21ª edizione dei Satellite Awards, Stranger Things venne candidata come miglior serie televisiva di genere, mentre Winona Ryder fu candidata come miglior attrice in una serie TV drammatica.
Saturn Awards
Alla 43ª edizione dei Saturn Awards, celebrata il 28 giugno 2017, Stranger Things fu riconosciuta miglior serie televisiva distribuita attraverso un nuovo media e Millie Bobby Brown vinse il premio al miglior giovane attore in una serie televisiva; Winona Ryder era inoltre candidata come miglior attrice in una serie televisiva.
Society of Camera Operators Awards
L'11 febbraio 2017, alla cerimonia dei Society of Camera Operators Awards, Bob Gorelick fu candidato come miglior operatore di ripresa televisivo.
TCA Awards
Alla 33ª edizione dei Television Critics Association Awards, celebrata il 5 agosto 2017, Stranger Things è candidata nelle categorie programma dell'anno, miglior realizzazione drammatica e miglior nuovo programma televisivo.
Teen Choice Awards
Ai Teen Choice Awards 2017 la serie è candidata come miglior serie sci-fi/fantasy e miglior serie emergente; Millie Bobby Brown e Finn Wolfhard sono entrambi candidati nella categoria miglior star televisiva emergente.
VES Awards
Il 7 febbraio 2017, alla 15ª edizione dei VES Awards, assegnati dalla Visual Effects Society, Marc Kolbe, Aaron Sims e Olcun Tan furono candidati nella categoria migliori effetti visivi in un episodio fotorealistico per la raffigurazione del Demogorgone.
Writers Guild of America Awards
Il 19 febbraio 2017, alla 69ª edizione dei Writers Guild of America Awards, Paul Dichter, Justin Doble, Matt e Ross Duffer, Jessica Mecklenburg, Jessie Nickson-Lopez e Alison Tatlock vennero candidati grazie a Stranger Things nelle categorie miglior serie TV drammatica e miglior nuova serie televisiva.

## Altri media

### Beyond Stranger Things
Con l'uscita della seconda stagione della serie, Netflix ha pubblicato anche Beyond Stranger Things, un aftershow condotto da Jim Rash. Gli ospiti dell'aftershow erano membri del cast e della troupe della serie, inclusi i fratelli Duffer e le star della serie, per discutere dello sviluppo e della produzione dietro le quinte della serie e della sua mitologia più ampia. A differenza dei precedenti aftershow creati da Embassy Row, come Talking Dead e Talking Bad, Beyond Stranger Things è pensato per essere visto dopo una proiezione dell'intera seconda stagione.
Nessun aftershow è stato creato per la terza stagione.
| N° | Titolo           | Ospiti                                                                           | Ospiti video                            | Trasmissione originale |
| -- | ---------------- | -------------------------------------------------------------------------------- | --------------------------------------- | ---------------------- |
| 1  | Mind Blown       | Shawn Levy, the Duffer Brothers, Finn Wolfhard e Millie Bobby Brown              | David Harbour                           | 27 ottobre 2017        |
| 2  | Mad for Max      | Shawn Levy, i Fratelli Duffer, Caleb McLaughlin, Gaten Matarazzo e Sadie Sink    | Nessuno                                 | 27 ottobre 2017        |
| 3  | Unlikely Allies  | Shawn Levy, i Fratelli Duffer, Gaten Matarazzo e Joe Keery                       | Nessuno                                 | 27 ottobre 2017        |
| 4  | Truth in Hawkins | Joe Keery, Natalia Dyer, Charlie Heaton e Brett Gelman                           | David Harbour e Shannon Purser          | 27 ottobre 2017        |
| 5  | The AV Club      | Caleb McLaughlin, Gaten Matarazzo, Noah Schnapp, Randy Havens e Bill Nye         | Sean Astin                              | 27 ottobre 2017        |
| 6  | The New Class    | Sadie Sink, Brett Gelman, Dacre Montgomery e Linnea Berthelsen                   | Sean Astin e Paul Reiser                | 27 ottobre 2017        |
| 7  | Closing the Gate | Shawn Levy, the Duffer Brothers, Millie Bobby Brown, Noah Schnapp e Natalia Dyer | David Harbour, Sean Astin e Eddie Tsang | 27 ottobre 2017        |

### Libri tie-in
La Penguin Random House ha collaborato con Netflix per pubblicare una serie di libri relativi a Stranger Things, a partire dalla fine del 2018. Questi includono un libro di accompagnamento della serie, Stranger Things. Il libro ufficiale (Stranger Things: World Turned Upside Down: The Official Behind-The-Scenes Companion), un libro per bambini che offre "consigli, saggezza e avvertimenti" da Stranger Things. Hanno anche pubblicato un annuario della scuola media due libri in uno Hawkins Middle School Yearbook/Hawkins High School Yearbook, e Stranger Things. Piccolo manuale di sopravvivenza (How to Survive in a Stranger Things World). Visions from the Upside Down: Stranger Things Artbook è stato distribuito il 15 ottobre 2019 e Will Byers' Secret Files è stato distribuito il 24 settembre 2019.

#### Romanzi
Il romanzo Suspicious Minds di Gwenda Bond si svolge prima degli eventi della prima stagione e si concentra sulla madre di Undici, Terry Ives, e sulle sue esperienze con il Dr. Brenner nel laboratorio di Hawkins nel 1969. Il romanzo è stato pubblicato il 5 febbraio 2019 e venne presto seguito da Buio sulla città (Darkness on the Edge of Town) dell'autore neozelandese Adam Christopher il 28 maggio 2019. In Buio sulla città, in seguito agli eventi della seconda stagione, Hopper racconta a Undici i dettagli della sua precedente vita a New York durante gli anni settanta. La vita segreta di Max (Runaway Max), un romanzo per giovani adulti di Brenna Yovanoff, è stato pubblicato il 4 giugno 2019 e ha esplorato la precedente vita di Max Mayfield a San Diego prima di trasferirsi a Hawkins nel 1984, oltre a offrire una rivisitazione degli eventi della seconda stagione dalla sua prospettiva.

#### Fumetti
La Dark Horse Comics ha annunciato una partnership con Netflix per "una linea editoriale pluriennale" di storie ambientate nel mondo di Stranger Things. Il titolo iniziale era una miniserie di quattro numeri scritta da Jody Houser e interior art di Stefano Martino. La storia si svolge durante gli eventi della prima stagione e ha preso la prospettiva di Will mentre era ancora intrappolato nel Sottosopra. Il primo numero della miniserie è stato distribuito il 26 settembre 2018.
Il 4 maggio 2019, Dark Horse Comics ha pubblicato uno speciale fumetto di Stranger Things nell'ambito dell'evento Free Comic Book Day (FCBD). Il fumetto Dark Horse FCBD 2019 General conteneva una storia di Stranger Things intitolataThe Game Master ambientata pochi giorni dopo gli eventi della prima stagione. È stato scritto da Jody Houser e illustrato da Ibrahim Moustafa.
Il secondo titolo Stranger Things è un'altra miniserie in quattro parti, scritta di nuovo da Jody Houser con disegni di Edgar Salazar, intitolata Stranger Things: Six. Il fumetto si concentra su uno degli esperimenti precedenti a Undici: una ragazza di nome Francine, che possiede poteri di precognizione. Il primo numero è stato messo in vendita il 29 maggio 2019.
Un romanzo a fumetti basato sulla serie intitolato Stranger Things: Zombie Boys è uscito il 19 febbraio 2020, ed è scritto da Greg Pak, disegnato da Valeria Favoccia, colorato da Dan Jackson, con copertina di Ron Chan. È composto da 72 pagine ed è ambientato dopo la prima stagione.
| Numeri | Data              | Storia      | Disegno                                             | Colori         | Copertina                                                                                                   | Raccolta                                                                      |
| ------ | ----------------- | ----------- | --------------------------------------------------- | -------------- | --- | ----------------------------------------------------------------------------- |
|        |                   |             |                                                     |                | |                                                                               |
| #1     | 26 settembre 2018 | Jody Houser | MATITE: Stefano Martino INCHIOSTRI: Keith Champagne | Lauren Affe    | Aleksi Briclot Rafael Albuquerque (variante) Kyle Lambert (variante) Patrick Satterfield (variante foto)    | Stranger Things: The Other Side DATA DI USCITA: 7 maggio 2019 Template:ISBNT  |
| #2     | 31 ottobre 2018   | Jody Houser | MATITE: Stefano Martino INCHIOSTRI: Keith Champagne | Lauren Affe    | Aleksi Briclot Steve Morris (variante) Greg Ruth (variante) Patrick Satterfield (variante foto)             | Stranger Things: The Other Side DATA DI USCITA: 7 maggio 2019 Template:ISBNT  |
| #3     | 28 novembre 2018  | Jody Houser | MATITE: Stefano Martino INCHIOSTRI: Keith Champagne | Lauren Affe    | Aleksi Briclot Grzegorz Domaradzki (variante) Matthew Taylor (variante) Patrick Satterfield (variante foto) | Stranger Things: The Other Side DATA DI USCITA: 7 maggio 2019 Template:ISBNT  |
| #4     | 2 gennaio 2019    | Jody Houser | MATITE: Stefano Martino INCHIOSTRI: Keith Champagne | Lauren Affe    | Aleksi Briclot Jen Bartel (variante) Ethan Young (variante) Patrick Satterfield (variante foto)             | Stranger Things: The Other Side DATA DI USCITA: 7 maggio 2019 Template:ISBNT  |
| SIX #1 | 29 maggio 2019    | Jody Houser | MATITE: Edgar Salazar INCHIOSTRI: Keith Champagne   | Marissa Louise | Aleksi Briclot                                                                                              | Stranger Things Volume 2: SIX DATA DI USCITA: 26 novembre 2019 Template:ISBNT |
| SIX #2 | 26 giugno 2019    | Jody Houser | MATITE: Edgar Salazar INCHIOSTRI: Keith Champagne   | Marissa Louise | Aleksi Briclot                                                                                              | Stranger Things Volume 2: SIX DATA DI USCITA: 26 novembre 2019 Template:ISBNT |
| SIX #3 | 31 luglio 2019    | Jody Houser | MATITE: Edgar Salazar INCHIOSTRI: Keith Champagne   | Marissa Louise | Aleksi Briclot                                                                                              | Stranger Things Volume 2: SIX DATA DI USCITA: 26 novembre 2019 Template:ISBNT |
| SIX #4 | 28 agosto 2019    | Jody Houser | MATITE: Edgar Salazar INCHIOSTRI: Keith Champagne   | Marissa Louise | Aleksi Briclot                                                                                              | Stranger Things Volume 2: SIX DATA DI USCITA: 26 novembre 2019 Template:ISBNT |

### Giochi
LEGO ha introdotto un set di Stranger Things chiamato "The Upside Down", basato su una versione di casa Byers e la sua controparte nel Sottosopra, a maggio 2019.
Hasbro ha pubblicato una versione su licenza di uno starter kit del gioco di ruolo Dungeons & Dragons a tema Stranger Things nel maggio 2019. Il kit include un manuale di istruzioni, schede dei personaggi, dadi, due miniature del Demogorgone e la campagna "The Hunt for the Thessalhydra" che i protagonisti giocano nella prima stagione (scritta simulando la calligrafia di Will).
Wizards of the Coast ha pubblicato Secret Lair x Stranger Things, un'edizione crossover del gioco di carte Magic l'Adunanza disponibile per un periodo limitato.

### Videogiochi
Sony Interactive Entertainment ha annunciato che sta lavorando a un gioco esclusivo per PlayStation 4 basato su Stranger Things, per la sua periferica PlayStation VR. Da allora la società ha pubblicato un teaser che mostra le scene delle luci di Natale sulla parete.
Stranger Things 3: The Game, è un videogioco in stile grafico PixelArt, sviluppato da BonusXP e pubblicato su Epic Games Store.
Nel videogioco Dead by Daylight è possibile acquistare un DLC per poter sbloccare e utilizzare tre nuovi personaggi: il Demogorgone, Steve e Nancy. Nel contenuto scaricabile sono incluse le colonne sonore e le ambientazioni della serie.
Epic Games in collaborazione con Netflix, pubblica alcuni elementi di Stranger Things in Fortnite Battle Royale nelle settimane precedenti il lancio della terza stagione dello show.
È stato distribuito anche il DLC a tema Stranger Things per il gioco VR Face Your Fears.
A marzo 2022 nel videogioco Far Cry 6, è stata distrbuita una missione crossover con Stranger Things, in cui sono presenti molti elementi della serie, come il Demogorgone e il Mind Flayer.

### Altri prodotti ludici
Come parte della sua uscita su Netflix il 14 aprile 2017, il cast della versione reboot di Mystery Science Theater 3000 si è rifatto sulla prima parte del "Capitolo 1" di Stranger Things.
Google ha utilizzato gli "adesivi" in realtà aumentata (AR) dei personaggi di Stranger Things per presentare la tecnologia ARCore annunciata insieme al telefono Pixel 2 nell'ottobre 2017.
Sesamo apriti ha creato una parodia di Stranger Things adatta al pubblico giovane, intitolata Sharing Things e pubblicata a novembre 2017; presentava Cookie Monster come "Cookiegorgon", Grover come Lucas, Ernie come Dustin, e includeva numerosi riferimenti alla narrazione della seconda stagione.
L'episodio dei Simpson "La Paura fa novanta XXX", in onda il 20 ottobre 2019, ha incluso un segmento che parodia Stranger Things.
Le classiche biciclette degli anni ottanta utilizzate nella serie sono state prodotte in serie limitate.
Nei Panini Comics della Disney viene realizzata da Alessandro Sisti e dal disegnatore Claudio Sciarrone una serie a fumetti, intitolata Foglie rosse, dove i protagonisti sono Tip e Tap (i nipotini di Topolino) e la loro band musicale di amici, Dave, Lenny e Debbie. Nella serie si possono cogliere citazioni musicali e cinematografiche degli anni ottanta, come avviene in Stranger Things, a cui l'autore dichiara di essersi ispirato.